# Liste der Werke von Kasimir Malewitsch (Figurative Phase)

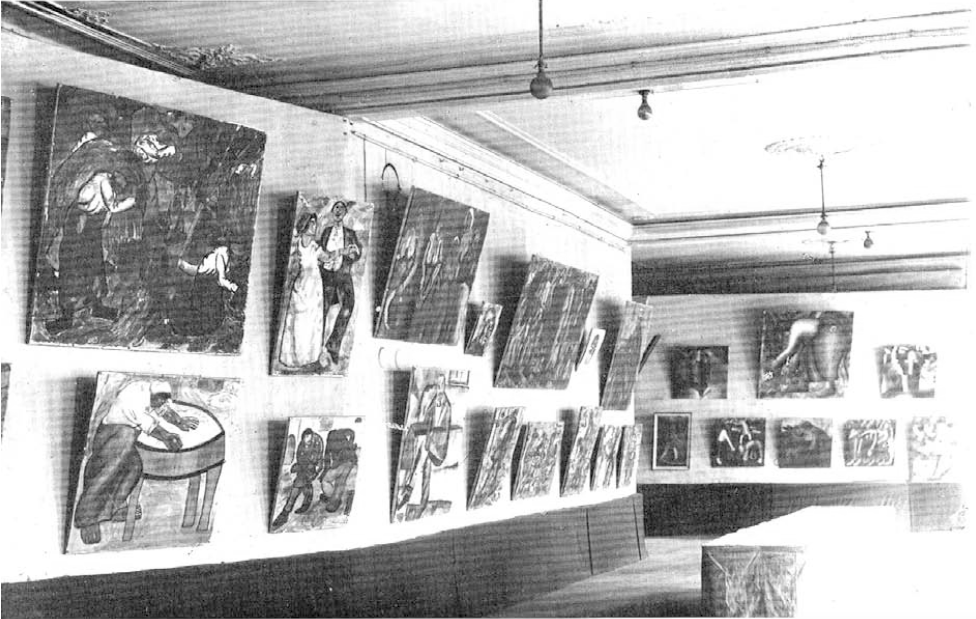
Werke von etwa 1911–12 auf der Ausstellung Kasimir Malewitsch. Sein Weg vom Impressionismus zum Suprematismus (Moskau, 1920)

Diese Teilliste der Werke von Kasimir Malewitsch umfasst sein ganzes figuratives Frühwerk.

## Landschafts- und Personenstudien bis 1908 (F-1 – F-18-l)
| Illustration | Jahr        | Titel | Nakov 2002 | Technik                                                                | Standort                                             | Stadt            | Inventar-Nummer | Format [cm]             |
| ------------ | ----------- | --- | ---------- | ---------------------------------------------------------------------- | ---------------------------------------------------- | ---------------- | --------------- | ----------------------- |
|              | ca. 1900    | Nächtliche Landschaft | F-1        | Öl auf Karton                                                          | Privatsammlung                                       |                  |                 | 36,3 × 37,0             |
|              | ca. 1902/03 | Porträt des Vaters | F-2        | Öl auf Leinwand                                                        | Stedelijk Museum (Leihgabe der Stichting Khardzhiev) | Amsterdam        | 4.2001(086)     | 44,8 × 34,8             |
| recto verso  | ca. 1903/05 | Porträt eines Mannes (recto) / Porträt einer Frau (verso)                                                                  | F-3        | Bleistift auf Papier                                                   | Russisches Museum                                    | Sankt Petersburg |                 | 15,5 × 12,3             |
|              | ca. 1903/06 | Porträt der Mutter | F-4        | Bleistift auf Papier                                                   | Russisches Museum                                    | Sankt Petersburg |                 | 12,0 × 12,0             |
|              | ca. 1906/07 | Lesende Frau (Porträt der Mutter?)                                                                                         | F-5        | Bleistift auf Papier                                                   | Russisches Museum                                    | Sankt Petersburg |                 | 14,2 × 12,4             |
| recto verso  | ca. 1906/07 | Porträt eines Jungen (recto) / Skizze einer städtischen Landschaft (Stadt im Mondschein) (verso)                           | F-6        | Bleistift auf Papier                                                   | Russisches Museum                                    | Sankt Petersburg |                 | 14,0 × 11,7             |
|              | 1907        | Sohn mit geschlossenen Augen / verso: F-113                                                                                | F-7        | Bleistift auf Papier                                                   | unbekannt                                            |                  |                 | 9,4 × 9,4               |
|              | 1907        | Kopf einer Frau | F-8        | Bleistift auf Papier                                                   | Russisches Museum                                    | Sankt Petersburg |                 | 7,5 × 7,0               |
|              | 1907        | Frau mit zwei Kindern (recto) / Skizze einer Landschaft mit zwei Häusern (verso)                                           | F-9        | Rötel auf Papier / Aquarell                                            | Privatsammlung                                       |                  |                 | 17,5 × 13,5             |
|              | 1907        | Stehender Junge (recto) / Frau auf einem Fauteuil sitzend (verso)                                                          | F-10       | Rötel auf Papier (recto) / Bleistift auf Papier (verso)                | Privatsammlung                                       |                  |                 | 23,0 × 14,5             |
| recto        | 1907        | Junge Frau (recto) / Skizze eines Porträts einer Frau (verso)                                                              | F-11       | Rötel auf Papier (recto) / Bleistift auf Papier (verso)                | Russisches Museum                                    | Sankt Petersburg |                 | 25,3 × 17,0             |
|              | 1907        | Junger Junge im Profil (recto) / Skizze der Büste einer Frau mit Halstuch (verso)                                          | F-12       | Rötel auf Papier (recto) / Bleistift auf Papier (verso)                | Privatsammlung                                       |                  |                 | 16,5 × 15,5             |
|              | 1907        | Frau mit einem Kind (recto) / Zwei Skizzen: Zwei küssende Frauen (verso)                                                   | F-13       | Rötel auf Papier (recto) / Bleistift auf Papier (verso)                | Privatsammlung                                       |                  |                 | 21,5 × 17,0             |
|              | 1907        | Stehender junger Junge (recto) / Skizze einer Frau im Profil, mit rotem Haarknoten (verso)                                 | F-14       | Rötel auf Papier (recto) / Bleistift und rote Tinte auf Papier (verso) | Privatsammlung                                       |                  |                 | 23,0 × 14,5             |
|              | 1907        | Junger Junge im Profil (recto) / Frau auf ihrer rechten Hand lehnend (verso)                                               | F-15       | Rötel auf Papier (recto) / Aquarell (verso)                            | Privatsammlung                                       |                  |                 | 16,2 × 15,3             |
|              | 1907        | Isolda | F-16       | Bleistift auf Papier                                                   | unbekannt                                            |                  |                 | 7,4 × 5,3 (Darstellung) |
|              |             | Ensemble aus neun Zeichnungen: Nackte Frau von hinten / verso: F-162                                                       | F-17-a     |                                                                        | Privatsammlung                                       |                  |                 | 16,7 × 11,5             |
|              |             | Ensemble aus neun Zeichnungen: Nackte Frau von vorne                                                                       | F-17-b     |                                                                        | Privatsammlung                                       |                  |                 | 16,7 × 11,7             |
|              |             | Ensemble aus neun Zeichnungen: Nackte Frau von vorne                                                                       | F-17-c     |                                                                        | Privatsammlung                                       |                  |                 | 29,3 × 18,0             |
|              |             | Ensemble aus neun Zeichnungen: Nackte Frau sitzend und Vignette mit dem Profil eines Mannes                                | F-17-d     |                                                                        | Privatsammlung                                       |                  |                 | 22,7 × 15,8             |
|              |             | Ensemble aus neun Zeichnungen: Stehende nackte Frau                                                                        | F-17-e     |                                                                        | Privatsammlung                                       |                  |                 | 22,5 × 12,0             |
|              |             | Ensemble aus neun Zeichnungen: Nackte Frau sitzend im Profil                                                               | F-17-f     |                                                                        | Privatsammlung                                       |                  |                 | 24,0 × 10,2             |
|              |             | Ensemble aus neun Zeichnungen: Nackte Frau stehend                                                                         | F-17-g     |                                                                        | Privatsammlung                                       |                  |                 | 17,8 × 11,0             |
|              |             | Ensemble aus neun Zeichnungen: Nackte Frau sitzend im Profil                                                               | F-17-h     |                                                                        | Privatsammlung                                       |                  |                 | 18,7 × 12,0             |
|              |             | Ensemble aus neun Zeichnungen: Nackte Frau im Profil / verso: F-161                                                        | F-17-i     |                                                                        | Privatsammlung                                       |                  |                 | 16,5 × 11,7             |
|              | ca. 1907/08 | Aktstudien: Weiblicher Akt dreiviertel und Studie eines Kopfes (recto) / Sitzende Nackte (verso)                           | F-18-a     | Bleistift auf Papier                                                   | Privatsammlung                                       |                  |                 | 17,0 × 7,6              |
|              | ca. 1907/08 | Aktstudien: Sitzender weiblicher Akt von hinten und Bein eines Tieres (recto) / Sitzender weiblicher Akt im Profil (verso) | F-18-b     | Bleistift auf Papier                                                   | Privatsammlung                                       |                  |                 | 17,0 × 7,6              |
|              | ca. 1907/08 | Aktstudien: Weiblicher Akt, hockend (recto) / Tänzerin (?) (verso)                                                         | F-18-c     | Bleistift auf Papier                                                   | Privatsammlung                                       |                  |                 | 17,0 × 7,6              |
|              | ca. 1907/08 | Aktstudien: Liegender weiblicher Akt und Porträt eines Mannes (recto) / Sitzender weiblicher Akt im Profil (verso)         | F-18-d     | Bleistift auf Papier                                                   | Privatsammlung                                       |                  |                 | 17,0 × 7,6              |
|              | ca. 1907/08 | Aktstudien: Hände (recto) / Weiblicher Akt frontal (verso)                                                                 | F-18-e     | Bleistift auf Papier                                                   | Privatsammlung                                       |                  |                 | 17,0 × 7,6              |
|              | ca. 1907/08 | Aktstudien: Weiblicher Akt frontal (recto) / Weiblicher Akt von hinten (verso)                                             | F-18-f     | Bleistift auf Papier                                                   | Privatsammlung                                       |                  |                 | 17,0 × 7,6              |
|              | ca. 1907/08 | Aktstudien: Weiblicher Akt von hinten (recto) / Tänzerin (verso)                                                           | F-18-g     | Bleistift auf Papier                                                   | Privatsammlung                                       |                  |                 | 17,0 × 7,6              |
|              | ca. 1907/08 | Aktstudien: Weiblicher Akt liegend auf den Händen abstützend (recto) / Weiblicher Akt von hinten (verso)                   | F-18-h     | Bleistift auf Papier                                                   | Privatsammlung                                       |                  |                 | 17,0 × 7,6              |
|              | ca. 1907/08 | Aktstudien: Männlicher Akt frontal (untere Hälfte) (recto) / Weiblicher Akt im Profil (sitzend) (verso)                    | F-18-i     | Bleistift auf Papier                                                   | Privatsammlung                                       |                  |                 | 17,0 × 7,6              |
|              | ca. 1907/08 | Aktstudien: Männlicher Akt frontal breitbeinig (recto) / Weiblicher Akt sitzend von hinten (verso)                         | F-18-j     | Bleistift auf Papier                                                   | Privatsammlung                                       |                  |                 | 17,0 × 7,6              |
|              | ca. 1907/08 | Aktstudien: Männlicher Akt frontal mit aneinander liegenden Beinen (recto) / Weibliche Figur (verso)                       | F-18-k     | Bleistift auf Papier                                                   | Privatsammlung                                       |                  |                 | 17,0 × 7,6              |
|              | ca. 1907/08 | Aktstudien: Weiblicher Akt frontal (recto) / Weiblicher Akt ohne Kopf (verso)                                              | F-18-l     | Bleistift auf Papier                                                   | Privatsammlung                                       |                  |                 | 17,0 × 7,6              |

## Impressionismus (F-19 – F-77)
| Illustration | Jahr                                        | Titel                                                                   | Nakov 2002 | Technik                            | Standort                                             | Stadt          | Inventar-Nummer | Format [cm]               |
| ------------ | ------------------------------------------- | ----------------------------------------------------------------------- | ---------- | ---------------------------------- | ---------------------------------------------------- | -------------- | --------------- | ------------------------- |
|              | ca. 1905                                    | Wald, Frühling                                                          | F-19       | Öl auf Leinwand                    | unbekannt                                            |                |                 | 65,0 × 81,0               |
|              | Motiv ca. 1905/06, gemalt Ende der 1920er   | Haus zwischen Bäumen                                                    | F-20       | Öl auf Leinwand                    | Privatsammlung                                       |                |                 | 38,2 / 37,8 × 44,0 / 44,5 |
|              | Motiv ca. 1905/06, gemalt Ende der 1920er   | Haus in einem Garten                                                    | F-21       | Öl auf Leinwand                    | Albertina (Leihgabe der Privatsammlung Batlinger)    | Wien           |                 | 30,5 × 43,5               |
|              | Motiv ca. 1905/06, gemalt Ende der 1920er   | Bauernhäuser                                                            | F-22       | Öl auf Karton                      | unbekannt                                            |                |                 | 25,5 × 37,5               |
|              | ca. 1905/06                                 | Bauernhaus                                                              | F-23       | Öl auf Leinwand                    | Staatliches Museum für Zeitgenössische Kunst         | Thessaloniki   | CC-0487         | 21,2 × 27,7               |
|              | ca. 1905/06                                 | Person in einer Zeitung lesend                                          | F-24       | Öl auf Karton                      | Stedelijk Museum                                     | Amsterdam      | A 7648          | 68,0 × 99,0               |
|              | ca. 1908/09                                 | Porträt einer Frau                                                      | F-25       | Öl auf Leinwand                    | unbekannt                                            |                |                 | 69,0 × 40,0               |
|              | Motiv ca. 1906, gemalt Ende der 1920er      | Garten in Blüte                                                         | F-26       | Öl auf Leinwand                    | Tretjakow-Galerie                                    | Moskau         | ЖБ-10611        | 45,0 × 66,0               |
|              | ca. 1906                                    | Kirche                                                                  | F-27       | Öl auf Karton                      | Privatsammlung                                       |                |                 | 60,3 × 44,0               |
|              | ca. 1906                                    | Landschaft mit Häusern und Bach                                         | F-28       | Öl auf Karton                      | Privatsammlung                                       |                |                 | 19,5 × 30,6               |
|              | ca. 1906                                    | Landschaft mit rotem Haus                                               | F-29       | Öl auf Karton                      | Russisches Museum                                    | St. Petersburg | Ж-9452          | 19,3 × 31,2               |
|              | ca. 1906                                    | Herbstliche Landschaft mit gelbem Haus                                  | F-30       | Öl auf Karton                      | Russisches Museum                                    | St. Petersburg | Ж-9411          | 19,2 × 29,5               |
|              | ca. 1906                                    | Dorf                                                                    | F-31       | Öl auf Karton                      | Stedelijk Museum (Leihgabe der Stichting Khardzhiev) | Amsterdam      | 4.2001(090)     | 31,0 × 19,7               |
| recto verso  | ca. 1906                                    | Häuser auf dem Land (recto) / Skizze eines Vegetationsmotives (verso)   | F-32       | Öl auf Karton                      | Stedelijk Museum (Leihgabe der Stichting Khardzhiev) | Amsterdam      | 4.2001(089)     | 19,0 × 30,0               |
| recto        | 1906                                        | Haus und Garten (recto) / Skizze zu einer Landschaft mit Kirche (verso) | F-33       | Öl auf Karton                      | unbekannt                                            |                |                 | 19,2 × 31,0               |
|              | 1906                                        | Haus auf dem Land (Das rote Dach)                                       | F-34       | Öl auf Karton                      | Privatsammlung                                       |                |                 | 50,5 × 69,0               |
|              | 1906/08                                     | Haus                                                                    | F-35       | Bleistift auf Papier               | unbekannt                                            |                |                 | 9,2 × 10,2                |
|              | ca. 1905/06                                 | Drei weibliche Figuren                                                  | F-36       | Öl auf Leinwand                    | Stedelijk Museum (Leihgabe der Stichting Khardzhiev) | Amsterdam      | 4.2001(092)     | 10,7 × 7,3                |
|              | ca. 1906/07                                 | Frau beim Bügeln                                                        | F-37       | Öl auf Karton                      | unbekannt                                            |                |                 | 28,8 × 18,5               |
| recto        | ca. 1907/09                                 | Frau und Kind (recto) / Skizze einer Landschaft mit Kirche (verso)      | F-38       | Öl auf Karton / Gouache auf Karton | unbekannt                                            |                |                 | 31,0 × 19,2               |
|              | ca. 1907/09                                 | Frühlingslandschaft                                                     | F-39       | Öl auf Karton                      | Privatsammlung                                       |                |                 | 30,8 × 19,0               |
|              | ca. 1908                                    | Regenbogen                                                              | F-40       | Öl auf Karton                      | unbekannt                                            |                |                 | 49,0 × 44,0               |
|              | 1908                                        | Landschaft mit Regenbogen                                               | F-41       | Bleistift auf Papier               | Privatsammlung                                       |                |                 | 10,2 × 11,1 (Komposition) |
|              | Motiv von 1905/06, gemalt Ende der 1920er   | Frühling, Apfelbäume in der Blüte                                       | F-42       | Öl auf Leinwand                    | Russisches Museum                                    | St. Petersburg | ЖБ-1622         | 55,0 × 70,5               |
|              | Motiv von 1906, gemalt ca. 1928/29          | Frühling                                                                | F-43       | Öl auf Leinwand                    | Russisches Museum                                    | St. Petersburg | Ж-9468          | 53,0 × 66,0               |
|              | Motiv von 1905–1906, gemalt Ende der 1920er | Haus auf dem Land                                                       | F-44       | Öl auf Leinwand                    | Privatsammlung                                       |                |                 | 28,9 / 28,5 × 35,9 / 36,8 |
|              | Motiv von 1905, gemalt Ende der 1920er      | Landschaft mit Häuschen                                                 | F-45       | Öl auf Leinwand                    | Russisches Museum                                    | St. Petersburg | Ж-9483          | 58,5 × 48,0               |
|              | Motiv von 1905/06, gemalt Ende der 1920er   | Landschaft mit Haus                                                     | F-46       | Öl auf Leinwand                    | Privatsammlung                                       | Mailand        |                 | 42,5 × 52,0               |
|              | Motiv von 1905/06, gemalt Ende der 1920er   | Landschaft mit weißen Haus                                              | F-47       | Öl auf Leinwand                    | Russisches Museum                                    | St. Petersburg | Ж-9391          | 44,0 × 59,0               |
|              | Motiv von 1905/06, gemalt Ende der 1920er   | Landschaft                                                              | F-48       | Öl auf Leinwand                    | Russisches Museum                                    | St. Petersburg | Ж-9409          | 48,5 × 55,0               |
|              | Motiv von 1904/05, gemalt Ende der 1920er   | Frühling                                                                | F-49       | Öl auf Leinwand                    | unbekannt (verschollen)                              |                |                 | unbekannt                 |
|              | Motiv ca. 1902/04, gemalt Ende der 1920er   | Landschaft mit Bauernhäusern                                            | F-50       | Öl auf Leinwand                    | Privatsammlung                                       | Berlin         |                 | 24,0 × 33,0               |
|              | Motiv ca. 1904/06, gemalt Ende der 1920er   | Landschaft, Feld                                                        | F-51       | Öl auf Leinwand                    | Russisches Museum                                    | St. Petersburg | Ж-9404          | 25,0 × 35,0               |
|              | Motiv ca. 1904/06, gemalt ca. 1932          | Landschaft, Feld                                                        | F-52       | Öl auf Leinwand                    | Privatsammlung                                       |                |                 | 38,0 × 52,2               |
|              | Motiv Anfang der 1900er, gemalt ca. 1930/32 | Landschaft mit einer Herde Kühe und Fluss                               | F-53       | Öl auf Leinwand                    | Privatsammlung                                       |                |                 | 51,0 × 59,0               |
|              | Motiv ca. 1902/04, gemalt ca. 1932          | Landschaft, Feld                                                        | F-54       | Öl auf Leinwand                    | Museum Ludwig                                        | Köln           | ML 01515        | 31,0 × 52,0               |
|              | Motiv ca. 1906, gemalt Ende der 1920er      | Apfelbäume in Blüte                                                     | F-55       | Öl auf Leinwand                    | Russisches Museum                                    | St. Petersburg | Ж-9395          | 58,5 × 49,5               |
|              | Motiv ca. 1904/06, gezeichnet ca. 1928/29   | Bäume                                                                   | F-56       | Bleistift auf Papier               | Privatsammlung                                       |                |                 | 17,0 × 12,5               |
|              | Motiv ca. 1904/06, gezeichnet ca. 1928/29   | Baum                                                                    | F-57       | Bleistift auf Papier               | Privatsammlung                                       |                |                 | 20,0 × 20,0               |
|              | Motiv ca. 1904/06, gezeichnet ca. 1928/29   | Bäume                                                                   | F-58       | Bleistift auf Papier               | Privatsammlung                                       |                |                 | 13,6 × 17,4               |
|              | Motiv ca. 1904/06, gezeichnet ca. 1928/29   | Bäume                                                                   | F-59       | Buntstift auf Papier               | Privatsammlung                                       |                |                 | 32,0 × 22,0               |
|              | Motiv ca. 1904/06, gezeichnet ca. 1928/29   | Bäume                                                                   | F-60       | Bleistift auf Papier               | Privatsammlung                                       |                |                 | 18,0 × 17,0               |
|              | Motiv ca. 1904/06, gezeichnet ca. 1928      | Bäume                                                                   | F-61       | Bleistift auf Papier               | Privatsammlung                                       |                |                 | 18,0 × 17,0               |
|              | Motiv ca. 1904/06, gezeichnet ca. 1928      | Bäume                                                                   | F-62       | Bleistift auf Papier               | Privatsammlung                                       |                |                 | 9,5 × 6,5                 |
|              | Motiv ca. 1904/06, gezeichnet ca. 1928      | Bäume                                                                   | F-63       | Bleistift auf Papier               | Privatsammlung                                       |                |                 | 9,5 × 6,5                 |
|              | Motiv ca. 1904/06, gezeichnet ca. 1928      | Dörfliche Landschaft, Nemsinowo                                         | F-64       | Blaue Tinte auf Papier             | Privatsammlung                                       |                |                 | 21,0 × 14,0               |
|              | Motiv ca. 1904/06, gezeichnet ca. 1928      | Bäume (recto) / Skizze einer Landschaft (verso)                         | F-65       | Bleistift auf Papier               | Privatsammlung                                       |                |                 | 11,0 × 13,2               |
|              | Motiv ca. 1904/06, gezeichnet ca. 1928      | Zwei dörfliche Landschaften                                             | F-66       | Bleistift auf Papier               | Privatsammlung                                       |                |                 | 18,0 × 22,0               |
|              | gemalt ca. 1928/1930                        | Landschaft der Umgebung von Kiew                                        | F-67       | Öl auf Leinwand                    | Privatsammlung                                       |                |                 | 36,5 × 62,2               |
|              | gemalt ca. 1929/30                          | Landschaft der Umgebung von Kiew                                        | F-68       | Öl auf Leinwand                    | Tretjakow-Galerie                                    | Moskau         |                 | 49,0 × 63,5               |
|              | Motiv ca. 1904/05, gemalt Ende der 1920er   | Auf dem Boulevard                                                       | F-69       | Öl auf Leinwand                    | Russisches Museum                                    | St. Petersburg | Ж-9303          | 54,5 × 65,8               |
|              | Motiv ca. 1904/05, gemalt Ende der 1920er   | Boulevard                                                               | F-70       | Öl auf Leinwand                    | Russisches Museum                                    | St. Petersburg | Ж-9390          | 56,0 × 66,0               |
|              | Motiv von 1910/11, gezeichnet Ende 1920er   | Dörfliche Landschaft mit Personen                                       | F-71       | Tusche auf Karton                  | Privatsammlung                                       |                |                 | 11,5 × 10,5               |
| recto verso  | Motiv von 1910/11, gezeichnet Ende 1920er   | Person mit Hut (recto) / Zeichnung (verso)                              | F-72       | Aquarell auf Papier                | Privatsammlung                                       |                |                 | 26,5 × 20,0               |
|              | Motiv von 1904/05, gemalt Ende 1920er       | Floristin I                                                             | F-73       | Öl auf Leinwand                    | Privatsammlung                                       | St. Petersburg |                 | 72,0 × 94,0               |
|              | Motiv von 1904/05, gezeichnet Ende 1920er   | Floristin                                                               | F-74       | Bleistift auf Papier               | Privatsammlung                                       |                |                 | 16,9 × 19,0               |
|              | Motiv von 1904/05, gemalt Ende 1920er       | Floristin II                                                            | F-75       | Öl auf Leinwand                    | Russisches Museum                                    | St. Petersburg | Ж-9495          | 50,0 × 58,8               |
|              | Motiv von 1904/05, gemalt Ende 1920er       | Floristin III                                                           | F-76       | Öl auf Leinwand                    | Russisches Museum                                    | St. Petersburg | ЖБ-1502         | 80,0 × 100,0              |
|              | Motiv von 1904, gemalt Ende 1920er          | Junges Mädchen ohne Arbeit / Die Rothaarige                             | F-77       | Öl auf Leinwand                    | Russisches Museum                                    | St. Petersburg | Ж-9462          | 80,0 × 66,0               |

## Symbolistische Kompositionen, erste Phase (F-78 – F-128)
| Illustration | Jahr                                 | Titel | Nakov 2002  | Technik                                                           | Standort                                             | Stadt            | Inventar-Nummer                                                  | Format [cm]                                   |
| ------------ | ------------------------------------ | --- | ----------- | ----------------------------------------------------------------- | ---------------------------------------------------- | ---------------- | ---------------------------------------------------------------- | --------------------------------------------- |
|              | ca. 1908                             | Mystischer Frühling | F-78        | Öl, Gouache und Bleistift auf Karton                              | Privatsammlung                                       |                  |                                                                  | 22,8 × 24,0                                   |
|              | 1907                                 | Selbstporträt | F-79        | Tempera auf Karton                                                | Russisches Museum                                    | St. Petersburg   | ЖБ-9413                                                          | 69,3 × 70,0                                   |
|              | 1907                                 | Triumph des Himmels | F-80        | Tempera auf Karton                                                | Russisches Museum                                    | St. Petersburg   | Ж-9408                                                           | 72,5 × 70,0                                   |
|              | 1907                                 | Meditation | F-81        | Tempera auf Karton                                                | Russisches Museum                                    | St. Petersburg   | Ж-9407                                                           | 70,0 × 74,8                                   |
|              | 1907                                 | Verklärung, Körper und Seele | F-82        | Tempera auf Karton                                                | Russisches Museum                                    | St. Petersburg   | Ж-9457                                                           | 69,3 × 71,5                                   |
|              | 1907/08                              | Mariä Himmelfahrt | F-83        | Gouache auf Papier auf Karton montiert                            | Stedelijk Museum (Leihgabe der Stichting Khardzhiev) | Amsterdam        | 4.2001(004)                                                      | 26,3 × 26,4                                   |
| recto verso  | 1907/08                              | Meditation. Figur auf eine Landschaft schauend (recto) / Studie eines Torsos (verso) | F-84        | Buntstift auf Papier                                              | Stedelijk Museum (Leihgabe der Stichting Khardzhiev) | Amsterdam        | 4.2001(003)                                                      | 16,5 × 14,4                                   |
|              | 1908                                 | Weibliche Figur in Votivposition | F-85        | Gouache auf Karton                                                | Stedelijk Museum (Leihgabe der Stichting Khardzhiev) | Amsterdam        | 4.2001(169)                                                      | 11,0 × 11,0 / 10,8                            |
| recto verso  | 1907–1908                            | Skizze für ein Porträt des Komponisten Roslawez (recto) / Komposition und zwei Studien (verso) | F-86        | Bleistift auf Papier                                              | Stedelijk Museum (Leihgabe der Stichting Khardzhiev) | Amsterdam        | 4.2001(002)                                                      | 7,2 × 7,7                                     |
| recto verso  | 1908                                 | Das Geheimnis der Versuchung (recto) / Porträt des Malers Iwan Kljun (verso) | F-87        | Aquarell, Gouache und Bleistift auf Karton / Bleistift auf Karton | unbekannt (Sotheby’s 5. Juni 2018, lot 64)           |                  |                                                                  | 23,5 × 23,5                                   |
|              | ca. 1908                             | Büste einer Frau (recto) / Skizze einer Frau mit Kind (verso) | F-88        | Aquarell und Gouache auf Karton                                   | Privatsammlung                                       |                  |                                                                  | 17,9 × 14,9                                   |
|              | 1908                                 | Gebärende Frau (Vorzeichnung) / verso: F-163 | F-89        | Bleistift auf Papier                                              | unbekannt                                            |                  |                                                                  | 7,3 × 9,8                                     |
|              | 1908                                 | Gebärende Frau | F-90        | Gouache auf Karton                                                | Staatliches Museum für Zeitgenössische Kunst         | Thessaloniki     | CC-0480                                                          | 24,0 × 25,0                                   |
|              | Motiv von 1908–1909, später gemalt   | Weibliche Person bei der Meditation | F-91        | Öl auf Karton                                                     | Privatsammlung                                       |                  |                                                                  | 39,4 × 27,5                                   |
|              | 1908                                 | Symbolistische Komposition | F-92        | unbekannt                                                         | unbekannt (zerstört?)                                |                  |                                                                  | unbekannt                                     |
| recto        | 1908                                 | Das Leichentuch Christi (recto) / Skizze eines Porträts eines Mannes (verso) | F-93        | Gouache auf Karton                                                | Tretjakow-Galerie                                    | Moskau           |                                                                  | 23,4 × 37,3                                   |
|              | ca. 1907–1908                        | Löwenzahn | F-94        | Tusche                                                            | Privatsammlung                                       |                  |                                                                  | 9,7 × 10,7                                    |
|              | 1909                                 | Weibliche Figur | F-95        | Bleistift und Tusche auf Papier                                   | Stedelijk Museum (Leihgabe der Stichting Khardzhiev) | Amsterdam        | 4.2001(134)                                                      | 16,2 × 9,2                                    |
|              | ca. 1907–1908                        | Dekorative Komposition | F-96        | Gouache und Aquarell auf Papier                                   | unbekannt                                            |                  |                                                                  | 14,9 × 5,9                                    |
|              | 1908                                 | Dekorative Komposition | F-96 bis    | Gouache auf Papier                                                | Russisches Kunst- und Literaturarchiv (RGALI)        | Moskau           | f. 1334, op. 1, ed. hr. 291, p. 70, Nachlass Alexei Krutschonych | 8,0 × 4,0 zerschnitten und auf Karton geklebt |
|              | 1908                                 | Symbolistische Komposition | F-97        | Gouache auf Papier                                                | unbekannt                                            |                  |                                                                  | ca. 18,0 × 12,0                               |
|              | 1908                                 | Baum des Lebens | F-98        | Gouache und Aquarell auf Karton                                   | unbekannt                                            |                  |                                                                  | 17,7 × 18,5                                   |
|              | 1908                                 | Zwei Frauen unter dem Lebensbaum | F-99        | Tusche auf Papier                                                 | unbekannt                                            |                  |                                                                  | 12,6 × 13,5                                   |
|              | 1908                                 | Vögel auf einem Ast sitzend | F-100       | Gouache auf Papier                                                | Privatsammlung                                       |                  |                                                                  | 16,3 × 16,5                                   |
|              | 1908                                 | Zwei Dekorative Vignetten | F-101       | Tusche auf Papier                                                 | unbekannt                                            |                  |                                                                  | 13,6 × 21,3                                   |
|              | 1908                                 | Dekoratives Motiv | F-102       | Tusche auf Papier                                                 | Privatsammlung                                       |                  |                                                                  | 8,2 × 4,4                                     |
|              | 1908                                 | Memento mori | F-103       | Tusche auf Papier                                                 | unbekannt                                            |                  |                                                                  | Durchmesser: 7,0                              |
|              | ca. 1908                             | Drei Dekorative Motive | F-104       | Bleistift auf Papier                                              | unbekannt                                            |                  |                                                                  | 13,6 × 15,6                                   |
|              | ca. 1908                             | Dekoratives Motiv | F-105       | Tusche auf Papier                                                 | Privatsammlung                                       |                  |                                                                  | 12,2 × 4,3                                    |
|              | ca. 1908                             | Büste einer Frau | F-106       | Gouache und Aquarell auf Papier auf Karton montiert               | Russisches Museum                                    | Sankt Petersburg |                                                                  | 20,0 × 16,0                                   |
|              | 1908                                 | Baby | F-107       | Tusche auf Papier                                                 | Privatsammlung                                       |                  |                                                                  | 6,7 × 7,0                                     |
|              | 1908                                 | Baby | F-108       | Gouache auf Papier montiert auf Karton                            | Privatsammlung                                       |                  |                                                                  | 11,0 × 11,2                                   |
|              | 1908                                 | Florales Motiv | F-109       | Gouache auf Papier montiert auf Karton                            | Privatsammlung                                       |                  |                                                                  | 8,0 × 6,2                                     |
|              | 1908                                 | Dekoratives Motiv | F-110       | Tusche und Bleistift auf Papier                                   | Privatsammlung                                       |                  |                                                                  | 9,0 × 3,8                                     |
|              | 1908                                 | Geometrisches Motiv | F-111       | Tusche auf Papier                                                 | Privatsammlung                                       |                  |                                                                  | 4,0 × 3,7                                     |
|              | ca. 1908                             | Dekoratives Motiv | F-112       | Tusche auf Papier                                                 | unbekannt                                            |                  |                                                                  | 8,6 × 16,1                                    |
|              | ca. 1908                             | Studie eines dekorativen Motives / verso: F-7 | F-113       | Bleistift auf Papier                                              | Privatsammlung                                       |                  |                                                                  | 7,0 × 7,5                                     |
|              | ca. 1908–1909                        | Hahn, dekorativer Stil / Ziege | F-114       | Bleistift, Aquarell und Gouache auf Karton / Bleistift auf Papier | Privatsammlung                                       |                  |                                                                  | 19,8 × 16,0                                   |
|              | ca. 1908                             | Gesellschaft... | F-115       | Aquarell und Tusche auf Papier                                    | L. Nusberg                                           | Orange, USA      |                                                                  | 15,2 × 19,2                                   |
|              | ca. 1908                             | Ortschaft | F-116       | Gouache und Tusche auf Papier montiert auf Karton                 | Radischtschew-Kunstmuseum                            | Saratow          | Г-6042                                                           | 17,5 × 17,0                                   |
|              | 1908                                 | Kleine Stadt | F-117       | Gouache auf Karton                                                | Stedelijk Museum (Leihgabe der Stichting Khardzhiev) | Amsterdam        | 4.2001(168)                                                      | 14,0 × 13,9                                   |
|              | 1908                                 | Erholung. Gesellschaft mit Zylindern | F-118       | Gouache, Aquarell und Tusche auf Karton                           | Russisches Museum                                    | St. Petersburg   | Ж-9403                                                           | 23,8 × 30,2                                   |
|              | 1908                                 | Spiel von Kindern | F-119       | Gouache und Leimfarbe auf Karton                                  | Puschkin-Museum                                      | Moskau           | 8242                                                             | 19,0 × 17,8                                   |
|              | ca. 1908                             | Hochzeit, Entwurf eines Dekors | F-120       | Tusche, Aquarell und Bleistift auf Karton                         | Museum Ludwig                                        | Köln             | ML/Z 2011/063                                                    | 20,5 × 20,0                                   |
|              | ca. 1908                             | Gesellschaft beim Spaziergang | F-121       | Tusche und Aquarell auf Papier                                    | unbekannt                                            |                  |                                                                  | 20,3 × 20,0                                   |
|              | ca. 1908                             | Gesellschaft mit Zylindern | F-122       | Tusche, Aquarell und Bleistift auf Karton                         | Museum Ludwig                                        | Köln             | ML/Z 2011/064                                                    | 16,5 × 15,4                                   |
|              | ca. 1908                             | Galante Gesellschaft in einem Park | F-123       | Gouache und Lack auf Karton                                       | Stedelijk Museum (Leihgabe der Stichting Khardzhiev) | Amsterdam        | 4.2001(165)                                                      | 20,4 × 20,2                                   |
|              | 1908–1909                            | Szene eines Volkstheaters | F-124       | Gouache und Aquarell auf Papier                                   | A. Erëmine                                           | Moskau           |                                                                  | 26,1 × 30,7                                   |
|              | 1910                                 | Kirchenbann (Illustration nach dem Stück von Leonid Andrejew) | F-125       | Aquarell und Bleistift auf Papier                                 | unbekannt                                            |                  |                                                                  | 12,5 × 13,4                                   |
|              | 1910                                 | Kirchenbann (Zyklus von acht Lithografien nach dem Stück von Leonid Andrejew): Anatema (Kasalow) | F-126-a     | Lithografie (500 Ex.)                                             | verschiedene                                         |                  |                                                                  | 26,0 × 20,2                                   |
|              | 1910                                 | Kirchenbann (Zyklus von acht Lithografien nach dem Stück von Leonid Andrejew): Ohne Titel | F-126-b     | Lithografie (500 Ex.)                                             | verschiedene                                         |                  |                                                                  | 27,0 × 20,3                                   |
|              | 1910                                 | Kirchenbann (Zyklus von acht Lithografien nach dem Stück von Leonid Andrejew): Rosa (Germanowa), Tochter von Dawid Lejser, im Zustand der Armut                                                         | F-126-c     | Lithografie (500 Ex.)                                             | verschiedene                                         |                  |                                                                  | 27,1 × 20,2                                   |
|              | 1910                                 | Kirchenbann (Zyklus von acht Lithografien nach dem Stück von Leonid Andreje: Rosa (Germanowa), Stolz auf ihre Schönheit)                                                                                | F-126-d     | Lithografie (500 Ex.)                                             | verschiedene                                         |                  |                                                                  | 27,3 × 20,3                                   |
|              | 1910                                 | Kirchenbann (Zyklus von acht Lithografien nach dem Stück von Leonid Andrejew): Sura: Wo ist Rosa? | F-126-e     | Lithografie (500 Ex.)                                             | verschiedene                                         |                  |                                                                  | 16,4 × 27,2                                   |
|              | 1910                                 | Kirchenbann (Zyklus von acht Lithografien nach dem Stück von Leonid Andrejew): Sura (Butowa): Wie alt ist sie?                                                                                          | F-126-f     | Lithografie (500 Ex.)                                             | verschiedene                                         |                  |                                                                  | 23,0 × 20,7                                   |
|              | 1910                                 | Kirchenbann (Zyklus von acht Lithografien nach dem Stück von Leonid Andrejew): unklar | F-126-f bis | Lithografie (1 Exemplar?)                                         | Museum der Theaterkunst                              | Moskau           |                                                                  | 33,5 × 30,5 (ohne Rand)                       |
|              | 1910                                 | Kirchenbann (Zyklus von acht Lithografien nach dem Stück von Leonid Andrejew): Kirchenbann (Kasalow): Bereiten Sie sich vor, ich verlange unbedingt eine Antwort                                        | F-126-g     | Lithografie (500 Ex.)                                             | verschiedene                                         |                  |                                                                  | 17,8 × 27,1                                   |
|              | 1910                                 | Kirchenbann (Zyklus von acht Lithografien nach dem Stück von Leonid Andrejew): Kirchenbann: Ah, ich, der Prinz der Dunkelheit, ich kluger Mann, schau wie ich mich auf dem Bauch schleppe, wie ein Hund | F-126-h     | Lithografie (500 Ex.)                                             | verschiedene                                         |                  |                                                                  | 20,5 × 25,5                                   |
|              | ca. 1908–1909                        | Bügeln | F-127       | Bleistift auf Papier                                              | unbekannt                                            |                  |                                                                  | 22,0 × 19,3                                   |
|              | Motiv ca. 1909–1910, gezeichnet 1930 | Frau beim Bügeln | F-128       | Bleistift auf Papier                                              | Privatsammlung                                       |                  |                                                                  | 18,0 × 22,0                                   |

## Phase unter dem Einfluss Cézannes (F-129 – F-157)
| Illustration | Jahr                                       | Titel                                                                          | Nakov 2002 | Technik                                    | Standort                                             | Stadt          | Inventar-Nummer      | Format [cm]        |
| ------------ | ------------------------------------------ | ------------------------------------------------------------------------------ | ---------- | ------------------------------------------ | ---------------------------------------------------- | -------------- | -------------------- | ------------------ |
|              | Motiv von 1910, später gezeichnet?         | Haus in der Kampagne (recto) / Studie einer Frau ein Kind badend (verso)       | F-129      | Bleistift auf Papier                       | Russisches Museum                                    | St. Petersburg | Р-25045              | 16,2 × 15,9        |
|              | Motiv von 1910, später gezeichnet?         | Haus in der Kampagne                                                           | F-130      | Bleistift auf Papier                       | Russisches Museum                                    | St. Petersburg | Р-56194              | 17,7 × 17,2        |
|              | ca. 1909/10                                | Nachtwanderung                                                                 | F-131      | Öl auf Leinwand                            | Stedelijk Museum (Leihgabe der Stichting Khardzhiev) | Amsterdam      | 4.2001(173)          | 22,6 × 17,1 / 16,9 |
|              | Motiv von 1909/10, gemalt ca. 1928/30      | Frau im Unterholz (nicht fertiggestellt)                                       | F-132      | Öl auf Leinwand                            | Privatsammlung                                       |                |                      | 31,5 / 30,5 × 43,5 |
|              | Motiv von 1910, gemalt Ende 1920er         | Zwei Schwestern I                                                              | F-133      | Öl auf Leinwand                            | Russisches Museum                                    | St. Petersburg | Ж-9453               | 28,8 × 21,5        |
|              | Motiv von 1910, gemalt 1928/29             | Zwei Schwestern II                                                             | F-134      | Öl auf Leinwand                            | Tretjakow-Galerie                                    | Moskau         |                      | 76,0 × 101,0       |
|              | Motiv von 1910, gezeichnet Ende 1920er     | Zwei Schwestern                                                                | F-135      | Bleistift auf Papier                       | L. Nusberg                                           | Orange, USA    |                      | 28,0 × 21,2        |
|              | Motiv von 1910, gezeichnet Ende 1920er     | Zwei Schwestern                                                                | F-136      | Bleistift auf Papier                       | Privatsammlung                                       |                |                      | 21,0 × 14,2        |
|              | Motiv von 1910, gezeichnet Ende 1920er     | Zwei Schwestern                                                                | F-137      | Bleistift auf Papier                       | unbekannt                                            |                |                      | 21,0 × 28,0        |
|              | Motiv von 1910, gezeichnet Ende 1920er     | Zwei Schwestern                                                                | F-138      | Bleistift auf Papier                       | unbekannt                                            |                |                      | ca. 21,0 × 14,0    |
|              | Motiv von 1910, gezeichnet Ende 1920er     | Zwei Schwestern                                                                | F-139      | Bleistift auf Papier                       | Museum Ludwig                                        | Köln           | Dep. Slg. L. 1979/14 | 20,8 × 28,0        |
|              | Motiv von 1910, gezeichnet Ende 1920er     | Zwei Schwestern                                                                | F-140      | Bleistift auf Papier                       | Privatsammlung                                       |                |                      | 21,0 × 28,0        |
|              | Motiv von 1910, gezeichnet Ende 1920er     | Zwei Schwestern                                                                | F-141      | Bleistift auf Papier                       | Museum Ludwig                                        | Köln           | Dep. Slg. L. 1979/13 | 14,2 × 21,3        |
|              | Motiv von 1910, gezeichnet Ende 1920er     | Zwei Schwestern                                                                | F-142      | Bleistift auf Papier                       | Privatsammlung                                       |                |                      | 28,0 × 21,1        |
|              | gemalt ca. 1928                            | Zwei Figuren beim Spaziergang (recto) / Studie eines Hauses mit Garten (verso) | F-143      | Aquarell auf Papier                        | unbekannt                                            |                |                      | 32,0 × 22,2        |
|              | Motiv von 1909/10, gezeichnet Ende 1920er  | Paar unter Bäumen                                                              | F-144      | Bleistift auf Papier                       | Stedelijk Museum (Leihgabe der Stichting Khardzhiev) | Amsterdam      | 4.2001(144)          | 8,1 × 5,7          |
|              | Motiv von ca. 1910, gezeichnet Ende 1920er | Bäume                                                                          | F-145      | Bleistift auf Papier                       | Privatsammlung                                       | St. Petersburg |                      | 22,0 × 22,0        |
|              | Motiv von ca. 1910, gezeichnet Ende 1920er | Mutter und Kind an der Promenade                                               | F-146      | Bleistift auf Papier                       | Privatsammlung                                       |                |                      | 33,0 × 21,7        |
|              | Motiv von ca. 1909, gezeichnet Ende 1920er | Promenade eines Ortes                                                          | F-147      | Bleistift auf Papier                       | Privatsammlung                                       |                |                      | 22,0 × 18,5        |
|              | Motiv von ca. 1910–1911, gemalt 1928–1929  | Landschaft mit Badenden (oder Fluss in einem Wald)                             | F-148      | Öl auf Leinwand                            | Russisches Museum                                    | St. Petersburg | ЖБ-1573              | 53,0 × 41,8        |
|              | Motiv von ca. 1910, gemalt 1928–1929       | Drei Badende                                                                   | F-149      | Öl auf Leinwand                            | Russisches Museum                                    | St. Petersburg | Ж-9481               | 59,0 × 48,0        |
|              | Motiv von ca. 1910, gezeichnet 1928–1929   | Drei Badende                                                                   | F-150      | Bleistift auf Papier                       | Privatsammlung                                       |                |                      | ca. 14,0 × 9,0     |
|              | Motiv von ca. 1910, gemalt 1928–1929       | Drei Badende                                                                   | F-151      | Öl auf Leinwand                            | Privatsammlung                                       |                |                      | 30,0 × 25,5        |
|              | Motiv von ca. 1910, gemalt 1928–1929       | Blaues Porträt                                                                 | F-152      | Öl auf Leinwand                            | Russisches Museum                                    | St. Petersburg | Ж-9406               | 46,6 × 34,5        |
|              | Motiv von ca. 1910, gemalt Ende 1920er     | Porträt einer Frau mit gelbem Hut                                              | F-153      | Öl auf Leinwand                            | Russisches Museum                                    | St. Petersburg | Ж-9405               | 48,0 × 39,0        |
|              | Motiv von ca. 1910, gezeichnet Ende 1920er | Mann mit Hut                                                                   | F-154      | Tusche auf Papier                          | Stedelijk Museum (Leihgabe der Stichting Khardzhiev) | Amsterdam      | 4.2001(156)          | 14,7 × 12,0        |
|              | ca. 1909–1910                              | Landschaft mit Mühlen bei Wind                                                 | F-155      | Bleistift auf Papier                       | Privatsammlung                                       |                |                      | 12,2 × 11,8        |
|              | ca. 1909–1910                              | Landschaft mit Mühlen bei Wind                                                 | F-156      | Gouache, Aquarell und Bleistift auf Karton | Staatliches Museum für Zeitgenössische Kunst         | Thessaloniki   | CC-0481              | 23,9 × 52,0        |
|              | ca. 1909–1910                              | Auf dem Boulevard                                                              | F-157      | Öl auf Leinwand                            | Privatsammlung                                       | Moskau         |                      | 61,4 × 71,0        |

## Die subjektive Farbe, zweite symbolistische Phase (F-158 – F-191)
| Illustration | Jahr        | Titel                                                                                   | Nakov 2002 | Technik                                                   | Standort                                             | Stadt            | Inventar-Nummer                         | Format [cm]       |
| ------------ | ----------- | --------------------------------------------------------------------------------------- | ---------- | --------------------------------------------------------- | ---------------------------------------------------- | ---------------- | --------------------------------------- | ----------------- |
|              | 1911        | Mann mit spitzem Hut                                                                    | F-158      | Gouache und Aquarell auf Karton                           | Privatsammlung                                       |                  |                                         | 49,0 × 47,0       |
|              | ca. 1910    | Kopf eines Mannes (recto) / Architektonische Elemente (verso)                           | F-159      | Bleistift auf Papier                                      | Privatsammlung                                       |                  |                                         | 9,8 × 10,8        |
|              | ca. 1911    | Porträt eines Mannes                                                                    | F-160      | Bleistift auf Papier                                      | Stedelijk Museum (Leihgabe der Stichting Khardzhiev) | Amsterdam        | 4.2001(145)                             | 8,8 × 8,8         |
|              | ca. 1908/09 | Frauenköpfe / verso: F-17-i                                                             | F-161      | Bleistift auf Papier                                      | Privatsammlung                                       |                  |                                         | 16,5 × 11,7       |
|              | ca. 1908/09 | Kopf eines Mannes im Profil / verso: F-17-a                                             | F-162      | Bleistift auf Papier                                      | unbekannt                                            |                  |                                         | 16,7 × 11,5       |
|              | 1908/09     | Kopf eines Mannes mit Schnurrbart                                                       | F-163      | Bleistift auf Papier                                      | unbekannt                                            |                  |                                         | 7,3 × 9,8         |
|              | 1908/09     | Porträt eines Unbekannten                                                               | F-164      | Bleistift auf Papier                                      | Russisches Kunst- und Literaturarchiv                | Moskau           | fonds Rerberg, f. 2443-1-225, no. 65    | 8,0 × 6,6         |
|              | 1908/09     | Porträt eines Mannes                                                                    | F-165      | Bleistift auf Papier                                      | Russisches Kunst- und Literaturarchiv                | Moskau           | fonds Rerberg, f. 2443-1-225, no. 64    | 10,3 × 8,2        |
|              | 1908/09     | Porträt von W. Schurawiew                                                               | F-166      | Bleistift auf Papier                                      | Russisches Kunst- und Literaturarchiv                | Moskau           | fonds Rerberg, f. 2443-1-225, no. 67    | 9,6 × 8,2         |
|              | 1908/09     | Bei ihr                                                                                 | F-167      | Tusche auf Papier                                         | Russisches Kunst- und Literaturarchiv                | Moskau           | fonds Rerberg, f. 2443-1-225, no. 63    | 24,9 × 12,3       |
|              | 1908/09     | Selbstporträt                                                                           | F-168      | Bleistift auf Papier                                      | Russisches Kunst- und Literaturarchiv                | Moskau           | fonds Rerberg, f. 2443-1-225, no. 66    | 9,8 × 7,5         |
|              | ca. 1908/09 | Kopf eines Mannes                                                                       | F-169      | Bleistift auf Papier                                      | Privatsammlung                                       |                  |                                         | 10,2 × 11,5       |
|              | ca. 1908/09 | Frau mit einem fantastischen Hut                                                        | F-170      | Bleistift auf Papier                                      | Russisches Museum                                    | Sankt Petersburg |                                         | 18,2 × 16,0       |
|              | 1909/10     | Frau                                                                                    | F-171      | Bleistift auf Papier                                      | Privatsammlung                                       |                  |                                         | 11,3 × 11,7       |
|              | 1908        | Witwe                                                                                   | F-172      | Öl, Gouache und Bleistift auf Karton                      | Privatsammlung                                       |                  |                                         | 14,3 × 14,3       |
|              | 1908/09     | Porträt einer jungen Frau                                                               | F-173      | Gouache und Aquarell auf Karton                           | Stedelijk Museum (Leihgabe der Stichting Khardzhiev) | Amsterdam        | 4.2001(166)                             | 25,0 × 22,0       |
| recto        | 1909        | Apfelernte (Überfluss) (recto) / Skizze (verso)                                         | F-174      | Bleistift auf Karton                                      | Stedelijk Museum (Leihgabe der Stichting Khardzhiev) | Amsterdam        | 4.2001(006)                             | 14,0 × 15,4       |
|              | 1909/10     | Mutterschaft (Fruchtbarkeit)                                                            | F-175      | Bleistift auf Papier                                      | Privatsammlung                                       |                  |                                         | 13,0 × 12,0       |
|              | 1909/10     | Apfelernte (Überfluss) (recto) / Entwurf von Wellenformen (verso)                       | F-176      | Bleistift auf Papier                                      | Privatsammlung                                       |                  |                                         | 13,2 × 11,3       |
|              | ca. 1909/10 | Apfelernte (Überfluss) (recto) / Skizze von Früchten (verso)                            | F-177      | Bleistift auf Papier                                      | Privatsammlung                                       |                  |                                         | 10,4 × 18,8       |
|              | 1909        | Apfelernte (Überfluss)                                                                  | F-178      | Gouache auf Karton                                        | Stedelijk Museum (Leihgabe der Stichting Khardzhiev) | Amsterdam        | 4.2001(172)                             | 52,7 × 51,0       |
|              | 1909        | Apfelernte (Überfluss)                                                                  | F-179      | Aquarell und Bleistift auf Papier auf Karton montiert     | Stedelijk Museum (Leihgabe der Stichting Khardzhiev) | Amsterdam        |                                         | 42,3 × 37,4       |
|              | 1909        | Mutterschaft                                                                            | F-180      | Aquarell und Bleistift auf Papier auf Karton montiert     | Stedelijk Museum (Leihgabe der Stichting Khardzhiev) | Amsterdam        |                                         | 53,0 × 56,3       |
|              | 1908        | Nackte Frau mit zwei Kindern liegend                                                    | F-181      | Tusche auf Papier                                         | Stedelijk Museum (Leihgabe der Stichting Khardzhiev) | Amsterdam        | 4.2001(005)                             | 12,7 × 13,4       |
|              | 1910        | Mutterschaft (Überfluss)                                                                | F-182      | Gouache auf Papier                                        | Stedelijk Museum (Leihgabe der Stichting Khardzhiev) | Amsterdam        | 4.2001(083)                             | 31,0 × 39,2       |
|              | 1909/10     | Selbstporträt                                                                           | F-183      | Aquarell und Gouache auf Papier                           | Privatsammlung                                       |                  |                                         | Durchmesser: 25,1 |
|              | 1910        | Selbstporträt                                                                           | F-184      | Aquarell, Gouache und Tempera auf Papier                  | Russisches Museum                                    | St. Petersburg   | Рс-985 (lt. Nakov) / Рс-56720 (lt. GRM) | 46,6 × 41,5       |
|              | 1910/11     | Selbstporträt vor dem Hintergrund roter Badender (recto) / Skizze von Unterholz (verso) | F-185      | Gouache auf Karton (recto) / Bleistift auf Karton (verso) | Tretjakow-Galerie                                    | Moskau           | Р 4352                                  | 27,0 × 26,8       |
|              | 1910/11     | Porträt einer Frau                                                                      | F-186      | Gouache auf Papier                                        | Staatliches Museum für Zeitgenössische Kunst         | Thessaloniki     | CC-0482                                 | 27,7 × 27,7       |
|              | 1910        | Stilleben mit Früchten                                                                  | F-187      | Gouache und Aquarell auf Papier                           | Russisches Museum                                    | St. Petersburg   | Р-8176                                  | 52,5 × 51,8       |
|              | 1910        | Früchte                                                                                 | F-188      | Öl auf Leinwand                                           | unbekannt                                            |                  |                                         | ca. 54,0 × 54,0   |
| recto        | 1910        | Badende von hinten (recto) / Skizze einer Frau vor einer Landschaft mit See (verso)     | F-189      | Gouache auf Karton / Gouache auf Karton                   | Stedelijk Museum (Leihgabe der Stichting Khardzhiev) | Amsterdam        | 4.2001(087)                             | 27,8 × 27,8       |
|              | 1911        | Badende von hinten                                                                      | F-190      | Gouache auf Karton                                        | Privatsammlung                                       |                  |                                         | 48,4 × 47,8       |
|              | 1909/10     | Badende                                                                                 | F-191      | Bleistift auf Papier                                      | Privatsammlung                                       |                  |                                         | 17,8 × 11,3       |

## Monumentale Form und expressive Farbe (F-192 – F-260)
| Illustration | Jahr                                                          | Titel                                                                   | Nakov 2002          | Technik                                           | Standort                                             | Stadt          | Inventar-Nummer | Format [cm]                       |
| ------------ | ------------------------------------------------------------- | ----------------------------------------------------------------------- | ------------------- | ------------------------------------------------- | ---------------------------------------------------- | -------------- | --------------- | --------------------------------- |
|              | 1911                                                          | Zwei Badende                                                            | F-192               | Bleistift auf Papier                              | Russisches Museum                                    | St. Petersburg | P-25043         | 20,4 × 15,8                       |
|              | 1911                                                          | Badender                                                                | F-193               | Gouache auf Papier                                | Stedelijk Museum                                     | Amsterdam      | A 7653          | 105,0 × 69,0                      |
|              | 1911                                                          | Argentinischer Polka (recto) / Skizze einer Badeszene (verso)           | F-194               | Gouache auf Papier / Gouache auf Papier           | Privatsammlung                                       |                |                 |                                   |
|              | 1911                                                          | Parkettschleifer                                                        | F-195               | Bleistift auf Karton                              | Stedelijk Museum (Leihgabe der Stichting Khardzhiev) | Amsterdam      | 4.2001(010)     | 10,2 × 10,4                       |
|              | 1911                                                          | Parkettschleifer                                                        | F-196               | Gouache auf Karton                                | Stedelijk Museum                                     | Amsterdam      | A 7655          | 77,7 × 71,0                       |
|              | 1911                                                          | Wäscherin                                                               | F-197               | Bleistift auf Papier                              | Museum Ludwig                                        | Köln           | ML/Z 2011/029   | 9,2 × 10,1                        |
| recto        | 1911                                                          | Wäscherin (recto) / Skizze eines Fischers (verso)                       | F-198               | Gouache auf Papier / Gouache auf Papier           | Kupferstichkabinett                                  | Basel          | G 2007.6        | 98,0 × 105,0                      |
|              | Motiv von 1911, gemalt ca. 1928/29                            | Wäscherin                                                               | F-199               | Öl auf Sperrholz                                  | Russisches Museum                                    | St. Petersburg | Ж-9412          | 39,2 × 39,4                       |
|              | 1910/11                                                       | Badehaus                                                                | F-200               | Bleistift auf Papier                              | Russisches Museum                                    | St. Petersburg | P-25049         | 13,3 × 16,2                       |
|              | 1910–1911                                                     | Masseur beim Bad                                                        | F-201               | Gouache auf Papier (?)                            | unbekannt (zerstört?)                                |                |                 | ca. 80 × 90                       |
|              | 1911                                                          | Die Pediküre (recto) / übermalte Skizze (verso)                         | F-202               | Bleistift auf Karton / Aquarell auf Karton        | Stedelijk Museum (Leihgabe der Stichting Khardzhiev) | Amsterdam      | 4.2001(111)     | ca. 10,0 × 10,0                   |
|              | 1911                                                          | Die Pediküre                                                            | F-203               | Gouache auf Papier                                | Stedelijk Museum                                     | Amsterdam      | A 7654          | 77,7 × 103,0                      |
|              | 1910–1911                                                     | Mann mit Sack (Serie Arbeit bei der Mühle)                              | F-204               | Gouache auf Papier                                | Stedelijk Museum                                     | Amsterdam      | A 7651          | 88,0 × 71,0                       |
|              | Motiv von 1911, gezeichnet Ende 1920er                        | Mann mit Sack (Serie Arbeit bei der Mühle)                              | F-205               | Bleistift auf Papier                              | I. Chagall                                           | Paris          |                 | 12,5 × 9,2                        |
|              | 1911                                                          | Arbeiter von hinten (Serie Arbeit bei der Mühle)                        | F-206               | Tusche auf Karton                                 | Stedelijk Museum (Leihgabe der Stichting Khardzhiev) | Amsterdam      | 4.2001(154)     | 9,4 × 5,0                         |
|              | 1911                                                          | Arbeit bei der Mühle                                                    | F-207               | Gouache auf Papier                                | unbekannt (zerstört?)                                |                |                 | ca. 120–140 × 120–140             |
|              | Motiv von 1910–1911, später gezeichnet                        | Arbeit bei der Mühle                                                    | F-208               | Bleistift auf Papier                              | Privatsammlung                                       |                |                 | 7,2 × 8,0                         |
|              | 1911                                                          | Arbeit bei der Mühle                                                    | F-209               | Bleistift auf Papier                              | Museum Ludwig                                        | Köln           | ML/Z 2011/030   | 11,3 × 13,1                       |
|              | 1911                                                          | Arbeit bei der Mühle, Die Waage                                         | F-210               | Bleistift auf Papier                              | Privatsammlung                                       |                |                 | 19,5 × 23,0                       |
|              | ca. 1910–1911                                                 | Arbeit beim Gewächshaus, Gärtner                                        | F-211               | Bleistift auf Papier                              | Russisches Museum                                    | St. Petersburg | P-25050         | 14,1 × 12,8                       |
|              | 1910–1911                                                     | Arbeit beim Gewächshaus, Gärtner                                        | F-212               | Gouache auf Papier                                | unbekannt                                            |                |                 | 70,0 × 106,5                      |
|              | 1911                                                          | Gärtner                                                                 | F-213               | Bleistift auf Papier                              | Privatsammlung                                       |                |                 | 11,1 × 16,0                       |
|              | 1911                                                          | Gärtner                                                                 | F-214               | Gouache auf Karton                                | Stedelijk Museum                                     | Amsterdam      | A 7652          | 91,0 × 70,0                       |
|              | 1911                                                          | Auf dem Boulevard                                                       | F-215               | Gouache auf Karton                                | Stedelijk Museum                                     | Amsterdam      | A 7650          | 72,0 × 71,0                       |
|              | 1911                                                          | Provinz (Vorzeichnung)                                                  | F-216               | Bleistift auf Papier                              | Privatsammlung                                       |                |                 | 17,2 × 17,6                       |
|              | 1911                                                          | Provinz                                                                 | F-217               | Gouache auf Papier                                | Stedelijk Museum                                     | Amsterdam      | A 7649          | 70,5 × 70,5                       |
|              | 1911                                                          | Säer                                                                    | F-218               | Gouache auf Papier (?)                            | unbekannt                                            |                |                 | ca. 100 × 100                     |
|              | 1910/11                                                       | Dorf                                                                    | F-219               | Gouache auf Papier                                | unbekannt (zerstört?)                                |                |                 | ca. 70 × 70                       |
|              | ca. 1910/11                                                   | Landschaft mit drei roten Häusern (Vorzeichnung)                        | F-220               | Bleistift auf Papier                              | Museum Ludwig                                        | Köln           | ML/Z 2011/172   | 17,9 × 19,3                       |
|              | 1911                                                          | Landschaft mit drei roten Häusern                                       | F-221               | Aquarell und Gouache auf Papier auf Holz montiert | Privatsammlung                                       |                |                 | 107,0 × 106,0                     |
| recto        | Motiv von 1911 (recto), ca. 1910 (verso), gezeichnet ca. 1930 | Enttäuschung der Liebe (recto) / Mann auf einer Kutsche sitzend (verso) | F-222               | Bleistift auf Papier                              | Stedelijk Museum(Leihgabe der Stichting Khardzhiev)  | Amsterdam      | 4.2001(138)     | 9,3 × 14,0                        |
|              | 1911                                                          | Gentleman (Vorzeichnung)                                                | F-223               | Bleistift auf Papier                              | Privatsammlung                                       |                |                 | 12,5 × 12,0                       |
|              | 1911                                                          | Gentleman                                                               | F-224               | Gouache auf Papier (?)                            | unbekannt                                            |                |                 | ca. 120,0 × 120,0                 |
|              | 1911                                                          | Sitzender Mann                                                          | F-225               | Bleistift auf Karton                              | Privatsammlung                                       |                |                 | 13,5 × 15,5                       |
| recto        | 1911                                                          | Porträt einer Verwandten / Skizze                                       | F-226 recto / verso | weicher Bleistift auf Karton                      | Stedelijk Museum(Leihgabe der Stichting Khardzhiev)  | Amsterdam      | 4.2001(011)     | 13,1 × 11,8                       |
|              | 1911                                                          | Porträt einer Verwandten                                                | F-227               | Gouache auf Karton (?)                            | unbekannt (zerstört?)                                |                |                 | unbekannt                         |
|              | ca. 1910/11                                                   | Reicher Mann                                                            | F-228               | Bleistift auf Papier                              | Museum Ludwig                                        | Köln           | ML/Z 2011/173   | 16,5 × 17,7                       |
|              | ca. 1910–1911                                                 | Anwalt                                                                  | F-229               | Bleistift auf Papier                              | Privatsammlung                                       |                |                 | 17,8 × 16,8                       |
|              | ca. 1910–1911                                                 | Dieb                                                                    | F-230               | Bleistift auf Papier                              | Privatsammlung                                       |                |                 | 10,2 × 6,3                        |
|              | Motiv von 1911, gezeichnet ca. 1927–1928                      | Arbeiter                                                                | F-231               | Bleistift auf Papier                              | Russisches Museum                                    | St. Petersburg | Рб-7661         | 19,2 × 21,9                       |
|              | 1911                                                          | Säer                                                                    | F-232               | Bleistift auf Papier                              | Museum Ludwig                                        | Köln           | ML/Z 2011/054   | 12,3 × 12,0                       |
|              | 1911                                                          | Schnitter                                                               | F-233               | Bleistift auf Papier                              | Museum Ludwig                                        | Köln           | ML/Z 2011/031   | 19,0 × 23,0                       |
|              | Motiv von 1911, gezeichnet Ende 1920er                        | Schnitter                                                               | F-233 bis           | Bleistift auf Papier                              | Privatsammlung                                       |                |                 | 9,5 × 10,0                        |
|              | ca. 1911                                                      | Schnitter                                                               | F-234               | Öl auf Leinwand                                   | unbekannt (zerstört?)                                |                |                 | 109,0 × 71,0                      |
|              | 1911                                                          | Mäher                                                                   | F-235               | Bleistift auf Papier                              | Privatsammlung                                       |                |                 | 16,5 × 17,6                       |
|              | 1911                                                          | Ernte                                                                   | F-236               | Bleistift auf Papier                              | Russisches Museum                                    | St. Petersburg | P-56192         | 9,2 × 14,0                        |
|              | 1911/12                                                       | Mäher                                                                   | F-237               | Öl auf Leinwand oder Gouache auf Papier           | unbekannt                                            |                |                 | ca. 100,0 × 130,0                 |
|              | Motiv von 1910/11, gemalt 1928/29                             | Zwei bäuerliche Figuren                                                 | F-238               | Öl auf Leinwand                                   | unbekannt                                            |                |                 | 62,0 × 49,5                       |
|              | Motiv von 1910/11, gezeichnet Ende 1920er                     | Zwei bäuerliche Figuren                                                 | F-239               | Bleistift auf Papier                              | I. Chagall                                           | Paris          |                 | 11,0 × 8,1                        |
|              | Motiv von 1910/11, gezeichnet Ende 1920er (?)                 | Mäherinnen                                                              | F-240               | Bleistift auf Rechenpapier                        | Stedelijk Museum(Leihgabe der Stichting Khardzhiev)  | Amsterdam      |                 | 9,2 × 8,5                         |
|              | 1910/11                                                       | Mäherinnen (Roggenernte I)                                              | F-241               | Gouache auf Papier (?)                            | unbekannt                                            |                |                 | ca. 120–130 × 120                 |
|              | ca. 1911                                                      | Mäherinnen (Roggenernte I) (Vorzeichnung)                               | F-242               | Bleistift auf Papier                              | Museum Ludwig                                        | Köln           | ML/Z 2011/028   | 13,8 × 8,9                        |
|              | ca. 1911                                                      | Mäherinnen (Vorzeichnung)                                               | F-243               | Bleistift auf Papier                              | Museum Ludwig                                        | Köln           | ML/Z 2011/027   | 18,0 × 13,5                       |
|              | 1911                                                          | Mäher                                                                   | F-244               | Bleistift auf Papier                              | Privatsammlung                                       |                |                 | 13,7 × 18,4                       |
|              | ca. 1911                                                      | Mäher                                                                   | F-245               | Bleistift auf Papier                              | Privatsammlung                                       |                |                 | 18,0 × 29,5                       |
|              | Motiv von 1916/17, später gezeichnet                          | Ohne Titel                                                              | F-246               | Bleistift auf Rechenpapier                        | Stedelijk Museum(Leihgabe der Stichting Khardzhiev)  | Amsterdam      |                 | 20,7 × 17,3                       |
|              | 1912                                                          | Mäherin I                                                               | F-247               | Öl auf Leinwand                                   | unbekannt                                            |                |                 | ca. 130,0 / 140,0 × 130,0 / 140,0 |
|              | Motiv ca. 1911/12, gemalt 1928/29                             | Mäherin I                                                               | F-248               | Öl auf Sperrholz                                  | Russisches Museum                                    | St. Petersburg | Ж-9460          | 29,7 × 31,5 × 1,3                 |
|              | Motiv von 1911/12, gezeichnet zweite Hälfte der 1920er        | Mäherin                                                                 | F-249               | Bleistift auf Pauspapier auf Karton montiert      | Privatsammlung                                       |                |                 | 17,0 × 15,0                       |
|              | 1912                                                          | Mäherin II                                                              | F-250               | Öl auf Leinwand                                   | Astrahanskaja Kartinnaja Galereja im B.M. Kustodiew  | Astrachan      | Ж-469           | 71,0 × 69,4                       |
|              | Motiv von 1910/11, gemalt 1928/29                             | Mäherin II                                                              | F-251               | Öl auf Sperrholz                                  | Russisches Museum                                    | St. Petersburg | Ж-9487          | 72,4 × 72,0                       |
|              | Motiv von 1910–11, gemalt 1928/29                             | Bäuerinnen auf dem Feld                                                 | F-252               | Öl auf Leinwand                                   | Russisches Museum                                    | St. Petersburg | Ж-459           | 35,3 × 55,2 / 49,8                |
|              | Motiv von 1911, gezeichnet 1928/29                            | Mäherinnen (Vorzeichnung)                                               | F-253               | Bleistift auf Papier                              | Privatsammlung                                       |                |                 | 20,0 × 33,5                       |
|              | Motiv von 1911, gemalt 1928/29                                | Mäherinnen                                                              | F-254               | Öl auf Holz                                       | Russisches Museum                                    | St. Petersburg | Ж-9450          | 70,3 × 103,4 × 2,8                |
|              | Motiv von 1911, gezeichnet 1928/29                            | Stehende Bäuerin                                                        | F-255               | Bleistift auf Papier                              | Privatsammlung                                       |                |                 | 33,3 × 22,5                       |
|              | Motiv von 1911, gezeichnet 1928/29                            | Stehende Bäuerin                                                        | F-256               | Bleistift auf Papier                              | Privatsammlung                                       |                |                 | 18,3 × 21,5                       |
|              | Motiv Ende 1910/11, gemalt 1928/29                            | Ernten                                                                  | F-257               | Öl auf Sperrholz                                  | Russisches Museum                                    | St. Petersburg | Ж-9387          | 72,8 × 52,8                       |
|              | Motiv ca. 1910/11, gezeichnet Ende 1920er                     | Häuser auf dem Dorf                                                     | F-258               | Bleistift auf Papier                              | unbekannt                                            |                |                 | 11,5 × 12,0                       |
|              | Motiv ca. 1910/11, gemalt Ende 1920er                         | Häuser auf dem Dorf                                                     | F-259               | Öl auf Leinwand                                   | Museum Ludwig                                        | Köln           | ML 01300        | 48,5 × 54,0                       |
|              | Motiv von 1911/12, gemalt 1928/29                             | Junges Mädchen auf dem Dorf                                             | F-260               | Öl auf Sperrholz                                  | Russisches Museum                                    | St. Petersburg | Ж-9461          | 70,6 × 44,3                       |

## Kubismus des Volumens (F-261 – F-305)
| Illustration | Jahr                                       | Titel                                                        | Nakov 2002          | Technik                                     | Standort                                             | Stadt                 | Inventar-Nummer | Format [cm]               |
| ------------ | ------------------------------------------ | ------------------------------------------------------------ | ------------------- | ------------------------------------------- | ---------------------------------------------------- | --------------------- | --------------- | ------------------------- |
|              | Motiv von 1911–12, später gezeichnet       | Zum Feld I                                                   | F-261               | Bleistift auf Karton                        | Stedelijk Museum (Leihgabe der Stichting Khardzhiev) | Amsterdam             | 4.2001(118)     | 7,6 × 8,1                 |
|              | Ende 1911–Anfang 1912                      | Bäuerin mit Eimern I                                         | F-262               | Öl auf Leinwand                             | Stedelijk Museum                                     | Amsterdam             | A 7676          | 73,0 × 73,0               |
|              | Motiv von 1911, gezeichnet Ende 1920er     | Bäuerin mit Eimer                                            | F-263               | Bleistift auf Papier                        | Privatsammlung                                       |                       |                 | 17,7 × 11,2               |
|              | Ende 1911–Anfang 1912                      | Mäher I                                                      | F-264               | Öl auf Leinwand                             | Staatliches Kunstmuseum                              | Nischni Nowgorod      | Ж-343           | 113,5 × 66,5              |
|              | Motiv von 1911–1912, später gezeichnet     | Mäher I                                                      | F-265               | Bleistift und Tinte auf Papier              | Russisches Museum                                    | St. Petersburg        | Р-25046         | 17,4 × 11,6               |
|              | 1912                                       | Kleiner Moujik (Mäher)                                       | F-266               | Öl auf Leinwand                             | unbekannt (zerstört?)                                |                       |                 | 54,0 × 80,0               |
|              | Motiv von 1911–1912, gezeichnet 1928–1929  | Mäher I                                                      | F-267               | Bleistift auf Papier                        | Stedelijk Museum (Leihgabe der Stichting Khardzhiev) | Amsterdam             |                 | 15,1 × 13,0               |
|              | Motiv von 1911–1912, gemalt 1928–1929      | Mäher II                                                     | F-268               | Öl auf Leinwand                             | Tretjakow-Galerie                                    | Moskau                | 10612           | 85,8 × 65,6               |
|              | Motiv von 1911–1912, gemalt 1928–1929      | Mäher II                                                     | F-269               | Öl auf Leinwand                             | Kawamura Museum of Modern Art                        | Sakura                |                 | 57,4 × 44,0               |
|              | Motiv von 1911–1912, gezeichnet 1928–1929  | Mäher II                                                     | F-270               | Bleistift auf Papier                        | Privatsammlung                                       |                       |                 | 35,5 × 22,5               |
|              | Motiv von 1911–1912, gezeichnet 1928–1929  | Mäher II                                                     | F-271               | Bleistift auf Papier                        | Stedelijk Museum (Leihgabe der Stichting Khardzhiev) | Amsterdam             |                 | 16,0 × 13,4               |
|              | Motiv von 1911–1912, gezeichnet 1928–1929  | Mäher II                                                     | F-272               | Bleistift auf Papier                        | Privatsammlung                                       |                       |                 | 35,5 × 22,0               |
|              | Motiv von 1911, gezeichnet Ende 1920er     | Bauernmahlzeit                                               | F-273               | Bleistift auf Papier                        | Privatsammlung                                       |                       |                 | 22,0 × 35,5               |
| recto        | 1910–11                                    | Häftlinge / Gesicht                                          | F-274 recto / verso | Bleistift auf Karton / Aquarell auf Karton  | Stedelijk Museum (Leihgabe der Stichting Khardzhiev) | Amsterdam             | 4.2001(009)     | 18,7 × 19,0               |
|              | Ende 1911–Anfang 1912                      | Golgotha                                                     | F-275               | Bleistift auf Briefpapier                   | Museum Ludwig                                        | Köln                  | ML/Z 2011/032   | 21,8 / 21,0 × 21,0 / 20,3 |
|              | Motiv von 1911, später gezeichnet (?)      | Bäuerliches Begräbnis                                        | F-276               | Bleistift auf Papier                        | Russisches Museum                                    | St. Petersburg        | P-56195         | 15,2 × 17,7               |
|              | Motiv von 1911                             | Bäuerliches Begräbnis (Studie)                               | F-277               | Bleistift auf Papier                        | Privatsammlung                                       |                       |                 | 18,6 × 28,2               |
|              | Herbst 1911–12                             | Bäuerliches Begräbnis                                        | F-278               | Öl auf Leinwand oder Gouache auf Papier (?) | unbekannt                                            |                       |                 | ca. 120 × 220             |
|              | Ende 1911                                  | Kopf eines Bauern                                            | F-279               | Gouache auf Papier                          | Musée National d’Art Moderne                         | Paris                 | AM 81-65-859    | 26,7 × 32,0               |
|              | Ende 1911                                  | Kopf eines Bauern (Studie)                                   | F-280               | Gouache auf Papier                          | unbekannt (Sotheby’s 2. Juni 2014, lot 2)            |                       |                 | 46,0 × 46,0               |
|              | Ende 1911                                  | Kopf eines Bauern                                            | F-281               | Gouache auf Papier                          | Privatsammlung                                       |                       |                 | 46,0 × 46,0               |
|              | Motiv Ende 1911, gezeichnet Herbst 1929    | Kopf eines Bauern                                            | F-282               | Bleistift auf Papier                        | Tretjakow-Galerie                                    | Moskau                | 10469           | 35,3 × 28,5               |
|              | Motiv von 1911–1912, gezeichnet 1920er (?) | Frauenkopf                                                   | F-283               | Bleistift auf Papier                        | Russisches Museum                                    | St. Petersburg        | Р-25047         | 18,6 × 14,2               |
|              | Ende 1911–Anfang 1912                      | Bauern in der Kirche (Bäuerliche Prozession I)               | F-284               | Bleistift auf Papier                        | Privatsammlung                                       |                       |                 | 14,0 × 15,0               |
|              | Ende 1911–Anfang 1912                      | Bauern in der Kirche (Bäuerliche Prozession I)               | F-285               | Öl auf Leinwand                             | Stedelijk Museum                                     | Amsterdam             | A 7679 (verso)  | 75,0 × 97,5               |
|              | Motiv von 1911–12, später gezeichnet       | Bauern in der Kirche (Bäuerliche Prozession I)               | F-286               | Bleistift auf Papier                        | Russisches Museum                                    | St. Petersburg        | Рб-7662         | 21,9 × 18,4               |
|              | Ende 1911–Anfang 1912                      | Bauern in der Kirche (Bäuerliche Prozession I)               | F-287               | Gouache auf Papier                          | unbekannt                                            |                       |                 | ca. 150,0 × 90,0          |
|              | 1912                                       | Bauern in der Kirche (Bäuerliche Prozession II)              | F-288               | Öl auf Leinwand                             | unbekannt                                            |                       |                 | ca. 70,0 × 70,0           |
|              | 1912                                       | Mäherinnen (Roggenernte II)                                  | F-289               | Öl auf Leinwand                             | Stedelijk Museum                                     | Amsterdam             | A 7678          | 72,0 × 74,5               |
|              | Motiv von 1912, gezeichnet 1920er (?)      | Zum Feld II                                                  | F-290               | Bleistift auf Papier                        | unbekannt                                            |                       |                 | 27,6 × 28,9               |
|              | 1912                                       | Zum Feld II                                                  | F-291               | Öl auf Leinwand                             | unbekannt (zerstört?)                                |                       |                 | ca. 78 × 78               |
|              | Motiv von 1912, später gezeichnet (?)      | Zum Feld II                                                  | F-292               | Bleistift auf Papier                        | Russisches Museum                                    | St. Petersburg        | Р-56193         | 16,6 × 17,7               |
|              | Motiv von 1912, gemalt 1928–1929           | Zum Feld II (Marthe und Jeannot)                             | F-293               | Öl auf Leinwand                             | Russisches Museum                                    | St. Petersburg        | Ж-9492          | 82,0 × 61,0               |
|              | Motiv von 1912, gezeichnet 1928–1929       | Zum Feld II (Marthe und Jeannot)                             | F-294               | Bleistift auf Papier                        | unbekannt                                            |                       |                 | 12,0 × 12,0               |
|              | Motiv von 1912, gemalt 1928–1929           | Jeannot                                                      | F-295               | Öl auf Leinwand auf Sperrholz montiert      | Russisches Museum                                    | St. Petersburg        | Ж-9486          | 72,5 × 51,5               |
|              | 1912                                       | Orthodoxer I                                                 | F-296               | Öl auf Leinwand                             | unbekannt                                            |                       |                 | ca. 80 × 80               |
|              | 1912                                       | Orthodoxer I (Studie)                                        | F-297               | Bleistift auf Papier                        | unbekannt (Christie’s 7. Mai 2009, lot 152)          |                       |                 | 12,2 × 14,2               |
|              | 1912                                       | Orthodoxer I (Studie)                                        | F-298               | Bleistift auf Papier                        | Stedelijk Museum(Leihgabe der Stichting Khardzhiev)  | Amsterdam             | 4.2001(091)     | 11,0 × 10,5               |
|              | Motiv von 1912, gezeichnet 1920er          | Orthodoxer I                                                 | F-299               | Bleistift auf Papier                        | Wilhelm-Hack-Museum                                  | Ludwigshafen am Rhein |                 | 14,0 × 10,0               |
| recto        | Motiv von 1912, später gezeichnet          | Kopf eines Bauern (Orthodoxer I) / Mann einen Karren fahrend | F-300 recto / vers  | Bleistift und Rotstift auf Karton           | Stedelijk Museum(Leihgabe der Stichting Khardzhiev)  | Amsterdam             | 4.2001(012)     | 17,1 × 13,6               |
|              | Motiv von 1912, gezeichnet 1920er          | Orthodoxer I                                                 | F-301               | Bleistift auf Papier                        | Wilhelm-Hack-Museum                                  | Ludwigshafen am Rhein |                 | 21,5 × 13,8               |
|              | 1912                                       | Orthodoxer II (Porträt von Iwan Kljun)                       | F-302               | Öl auf Leinwand                             | unbekannt (zerstört?)                                |                       |                 | ca. 80 × 80               |
|              | Motiv von 1912, später gemalt (vor 1927)   | Orthodoxer II (Porträt von Iwan Kljun)                       | F-303               | Öl auf Leinwand                             | unbekannt (zerstört?)                                |                       |                 | ca. 80 × 80               |
|              | Motiv von 1912, gezeichnet 1927            | Orthodoxer II (Porträt von Iwan Kljun)                       | F-304               | Bleistift auf Karton                        | Kupferstich-Kabinett, Öffentliche Kunstsammlungen    | Basel                 | 1969.50.3       | 14,9 × 11,2               |
|              | Motiv von 1912, gezeichnet 1931–1932       | Orthodoxer II (Porträt von Iwan Kljun)                       | F-305               | Bleistift auf Karton                        | unbekannt                                            |                       |                 | 15,2 × 9,6 (Ausschnitt)   |

## Analytischer Kubismus (F-306 – F-353)
| Illustration | Jahr                                           | Titel | Nakov 2002          | Technik                                                               | Standort                                             | Stadt                 | Inventar-Nummer                           | Format [cm]                                                |
| ------------ | ---------------------------------------------- | --- | ------------------- | --------------------------------------------------------------------- | ---------------------------------------------------- | --------------------- | ----------------------------------------- | ---------------------------------------------------------- |
|              | Motiv von 1912, gezeichnet ca. 1924–1926       | Erstes Stadium des Kubismus                                                                                            | F-306               | Bleistift auf Papier auf Papier montiert                              | Privatsammlung                                       |                       |                                           | 12,0 × 11,6                                                |
|              | 1911–1912                                      | Hafen (Studie) / recto: F-342                                                                                          | F-307               | Öl auf Leinwand                                                       | Stedelijk Museum                                     | Amsterdam             | A 7673 (verso)                            | 80,0 × 95,0                                                |
|              | ca. 1926                                       | nach Picasso: Landschaft mit zwei Figuren, 1908                                                                        | F-307-b             | Bleistift auf Papier                                                  | Privatsammlung                                       |                       |                                           | 13,0 × 15,0                                                |
|              | ca. 1926                                       | nach Picasso: Frau mit Mandoline, 1909                                                                                 | F-307-bis-a         | weicher Bleistift auf Papier                                          | Museum Ludwig                                        | Köln                  | ML/Z 2011/175                             | 49,7 × 33,5                                                |
|              | ca. 1926                                       | nach Picasso: Frau mit Hut, 1909                                                                                       | F-307-bis-b         | weicher Bleistift auf Papier                                          | Privatsammlung                                       |                       |                                           | 49,7 × 33,5                                                |
|              | ca. 1926                                       | nach Picasso: Junges Mädchen mit linkem Arm angehoben, 1909–1910                                                       | F-307-bis-c         | weicher Bleistift auf Papier                                          | Privatsammlung                                       |                       |                                           | 49,7 × 33,5                                                |
|              | ca. 1926                                       | nach Braque: Schale und Karten, 1912                                                                                   | F-307-bis-d         | Bleistift auf Papier                                                  | Museum Ludwig                                        | Köln                  | ML/Z 2011/174                             | 49,7 × 33,5                                                |
|              | ca. 1926                                       | nach Braque: Geige und Glas, 1912–1913                                                                                 | F-307-bis-e         | Bleistift auf Papier                                                  | Privatsammlung                                       |                       |                                           | 49,7 × 33,5                                                |
| recto        | 1912                                           | Tanzendes Bauernpaar / Skizze zweier Figuren                                                                           | F-308 recto / verso | Bleistift auf Papier                                                  | Stedelijk Museum (Leihgabe der Stichting Khardzhiev) | Amsterdam             | 4.2001(103)                               | 15,1 × 16,2                                                |
|              | 1912                                           | Porträt eines Mannes (Alexei Morgunow?)                                                                                | F-309               | Öl auf Leinwand                                                       | Stedelijk Museum (Leihgabe der Stichting Khardzhiev) | Amsterdam             | 4.2001.(085)                              | 44,5 × 37,3                                                |
|              | Motiv von 1912, gezeichnet Mitte 1920er        | Bäume | F-310               | Bleistift auf Papier                                                  | Privatsammlung                                       |                       |                                           | 22,2 × 18,0                                                |
|              | Ende 1912                                      | Zimmermann I bei der Ruhe                                                                                              | F-311               | Öl auf Leinwand                                                       | unbekannt (zerstört?)                                |                       |                                           | 71,2 × 113,4                                               |
|              | Motiv Ende 1912, gezeichnet 1920er (vor 1927)  | Zimmermann I bei der Ruhe                                                                                              | F-312               | Bleistift auf Papier auf Karton montiert                              | Stedelijk Museum                                     | Amsterdam             | A 33381.10                                | 6,5 × 4,4                                                  |
|              | ca. 1912–1913                                  | Zimmermann II | F-313               | Öl auf Leinwand                                                       | unbekannt                                            |                       |                                           | 109,0 × 72,0                                               |
|              | Motiv von 1912, gezeichnet 1920er              | Holzfäller I sitzend                                                                                                   | F-314               | Bleistift auf Papier                                                  | Wilhelm-Hack-Museum                                  | Ludwigshafen am Rhein |                                           | 12,2 × 11,4                                                |
|              | 1912                                           | Holzfäller II | F-315               | Bleistift auf Papier                                                  | unbekannt                                            |                       |                                           | 14,2 × 9,0                                                 |
|              | Ende 1912                                      | Holzfäller II / recto: F-285                                                                                           | F-316               | Öl auf Leinwand                                                       | Stedelijk Museum                                     | Amsterdam             | A 7677 (lt. Nakov) oder A 7679 (lt. SM) ? | 94,0 × 71,5                                                |
|              | Motiv von 1912, gezeichnet 1920er (?)          | Holzfäller II | F-317               | Bleistift auf Papier                                                  | Russisches Museum                                    | St. Petersburg        | Р-25048                                   | 17,1 × 17,7                                                |
|              | Ende 1912–1913                                 | Zimmermänner (Holzfäller bei der Arbeit)                                                                               | F-318               | Öl auf Leinwand                                                       | unbekannt (zerstört?)                                |                       |                                           | ca. 80,0 × 80,0                                            |
|              | Motiv von 1913, später gezeichnet (1920er (?)) | Holzfäller III | F-319               | Bleistift auf Papier                                                  | Wilhelm-Hack-Museum                                  | Ludwigshafen am Rhein |                                           | 18,2 × 11,1                                                |
|              | Herbst 1912–1913                               | Morgen im Dorf nach einem Schneesturm                                                                                  | F-320               | Öl auf Leinwand                                                       | Solomon R. Guggenheim Museum                         | New York              | 1327                                      | 80,0 × 79,5                                                |
|              | Herbst 1912–1913                               | Morgen im Dorf nach einem Schneesturm (Studie)                                                                         | F-321               | Bleistift auf Papier                                                  | Museum Bochum – Kunstsammlung                        | Bochum                | 2061                                      | 10,8 × 9,8                                                 |
|              | 1912–1913                                      | Dorfstraße | F-322               | Öl auf Leinwand                                                       | unbekannt (zerstört?)                                |                       |                                           | ca. 80,0 × 80,0                                            |
|              | 1912–1913                                      | Dorfstraße | F-323               | Bleistift auf Papier                                                  | Indiana University Art Museum                        | Bloomington           |                                           | 9,9 × 10,8                                                 |
|              | 1912–1913                                      | Dorfstraße | F-324               | Bleistift auf Pauspapier                                              | Privatsammlung                                       |                       |                                           | 12,0 × 10,0                                                |
|              | 1913                                           | Bäuerin von hinten gesehen                                                                                             | F-325               | Bleistift auf Papier                                                  | unbekannt                                            |                       |                                           | 15,5 × 7,7                                                 |
|              | Motiv von 1912–13, später gezeichnet (?)       | Bäuerin von hinten gesehen                                                                                             | F-326               | Bleistift auf Papier                                                  | Privatsammlung                                       |                       |                                           | 12,4 × 7,4                                                 |
|              | Motiv von 1912–13, gezeichnet Mitte 1920er     | Bäuerin, kubistische Zerlegung                                                                                         | F-327               | Bleistift und Zeichenkohle auf Papier                                 | Stedelijk Museum (Leihgabe der Stichting Khardzhiev) | Amsterdam             | 4.2001(021)                               | 67,5 × 33,5                                                |
|              | 1912–13                                        | Mäherin III | F-328               | Bleistift auf Karton                                                  | Stedelijk Museum (Leihgabe der Stichting Khardzhiev) | Amsterdam             | 4.2001(161)                               | 15,0 × 9,6                                                 |
|              | 1912–13                                        | Mäherin III (Studie)                                                                                                   | F-329               | Bleistift auf Rechenpapier                                            | Museum Bochum – Kunstsammlung                        | Bochum                | 2068                                      | 17,2 × 10,9                                                |
|              | Erste Hälfte des Jahres 1913                   | Mäherin III | F-330               | Bleistift auf Papier                                                  | Stedelijk Museum (Leihgabe der Stichting Khardzhiev) | Amsterdam             | 4.2001(158)                               | 15,6 × 8,4                                                 |
|              | 1912–1913                                      | Mäherin III | F-331               | Bleistift auf Papier                                                  | Privatsammlung                                       |                       |                                           | 17,5 × 10,3                                                |
|              | Herbst 1912                                    | Bäuerin mit Eimern II                                                                                                  | F-332               | Öl auf Leinwand                                                       | Museum of Modern Art                                 | New York              | 815.1935                                  | 80,3 × 80,3                                                |
|              | Motiv von 1911, gezeichnet Herbst 1912–1913    | Bäuerin mit Eimern | F-333               | Bleistift auf Papier                                                  | Russisches Museum                                    | St. Petersburg        | Р-56191                                   | 10,5 × 10,7                                                |
|              | Motiv von 1911, Version vom Sommer 1913        | Bäuerin mit Eimern (in A. Krutschonych: Vosropssem, St. Petersburg 1913)                                               | F-334               | Lithografie (1000 Ex.)                                                | verschiedene                                         |                       |                                           | 17,5 × 12,0 (Seite)                                        |
|              | Motiv von 1911, gezeichnet 1920er              | Bäuerin mit Eimern | F-335               | Bleistift auf Papier                                                  | Wilhelm-Hack-Museum                                  | Ludwigshafen am Rhein |                                           | 11,5 × 11,2                                                |
|              | Motiv von 1912, gezeichnet 1920er              | Bäuerin mit Eimern | F-336               | Bleistift auf Papier                                                  | Wilhelm-Hack-Museum                                  | Ludwigshafen am Rhein |                                           | 13,6 × 19,2                                                |
|              | 1912–1913                                      | Kubistischer Akt | F-337               | Bleistift auf Papier                                                  | unbekannt                                            |                       |                                           | 22,7 × 17,5                                                |
|              | Motiv von 1913, gezeichnet 1920er              | Akt, kubistische Konstruktion                                                                                          | F-338               | Bleistift auf Papier                                                  | I. Chagall                                           | Paris                 |                                           | 20,2 × 12,8                                                |
|              | Motiv von 1911–1912, später gezeichnet (?)     | Gesicht einer jungen Bäuerin I                                                                                         | F-339               | Bleistift auf Papier                                                  | Russisches Museum                                    | St. Petersburg        | Р-25044                                   | 18,5 × 14,2                                                |
|              | Anfang 1913                                    | Gesicht einer jungen Bäuerin                                                                                           | F-340               | Bleistift auf Papier                                                  | Privatsammlung                                       |                       |                                           | 8,0 × 13,8                                                 |
|              | Sommer 1913                                    | Gesicht einer jungen Bäuerin (Teil des Titelblattes für Alexei Krutschonych, Sina W.: Porosja Ma, St. Petersburg 1913) | F-341               | Lithografie auf Papier (550 Ex.)                                      | verschiedene                                         |                       |                                           | 8,4 × 12,1 (aufgeklebete Lithographie) 19,6 × 14,4 (Seite) |
|              | Frühling bis Sommer 1913                       | Gesicht einer jungen Bäuerin / recto: F-307                                                                            | F-342               | Öl auf Leinwand                                                       | Stedelijk Museum                                     | Amsterdam             | A 7673                                    | 80,0 × 95,0                                                |
|              | Sommer 1913                                    | Gesicht einer jungen Bäuerin (Studie für die Anthologie Troe)                                                          | F-343               | Bleistift auf Papier                                                  | Privatsammlung                                       |                       |                                           | 13,0 × 14,0                                                |
|              | 1913                                           | Gesicht einer jungen Bäuerin                                                                                           | F-344               | Bleistift auf Papier                                                  | Stedelijk Museum (Leihgabe der Stichting Khardzhiev) | Amsterdam             | 4.2001(025)                               | 13,8 × 15,7                                                |
|              | 1913                                           | Gesicht einer jungen Bäuerin (S. 70 der Anthologie Troe)                                                               | F-345               | Lithografie (500 Ex.)                                                 | verschiedene                                         |                       |                                           | 19,3 × 18,0                                                |
|              | 1913                                           | Gesicht einer jungen Bäuerin (in W. Chlebnikow: Rjaw – persatki, 1908–1914, Petrograd 1914, S. 2)                      | F-345 bis           | Zinkographischer Druck (1000 Ex.)                                     | verschiedene                                         |                       |                                           | 17,0 × 24,0                                                |
|              | Frühling 1913                                  | Betende II (in A. Krutschonych: Wsorwal, St. Petersburg 1913, S. 22)                                                   | F-346               | Lithografie auf Papier (480 Ex. in 1. Auflage, 350 Ex. in 2. Auflage) | verschiedene                                         |                       |                                           | 13,5 × 10,5                                                |
|              | Frühling 1913                                  | Mäherin III | F-347               | Bleistift auf Papier                                                  | Stedelijk Museum (Leihgabe der Stichting Khardzhiev) | Amsterdam             | 4.2001(030)                               | 10,8 × 9,3                                                 |
|              | Frühling 1913                                  | Mäherin III (für das Titelblatt von A. Krutschonych: Slowo kak takowoe, Moskau 1913)                                   | F-348               | Lithografie auf Papier (500 Ex.)                                      | verschiedene                                         |                       |                                           | 13, 2 × 8,7                                                |
|              | Motiv Sommer 1913, gezeichnet 1920er           | Kubistische Figur | F-349               | braune Tusche auf Papier                                              | Majakowski-Museum                                    | Moskau                | 9279                                      | 6,5 × 3,4                                                  |
|              | 1913                                           | Studie für das Cover der Anthologie Troe, St. Petersburg 1913                                                          | F-350-a             | Bleistift auf Papier und Collage                                      | Stedelijk Museum (Leihgabe der Stichting Khardzhiev) | Amsterdam             | 4.2001(022)                               | 18,0 × 15,4                                                |
|              | 1913                                           | Cover für die Anthologie Troe, St. Petersburg 1913                                                                     | F-350-a bis         | Lithografie auf Papier (500 Ex.)                                      | verschiedene                                         |                       |                                           | 18,6 × 17,8                                                |
|              | 1913                                           | Umschlagrückseite für die Anthologie Troe, St. Petersburg 1913                                                         | F-350-b             | Lithografie auf Papier (500 Ex.)                                      | verschiedene                                         |                       |                                           | 18,6 × 17,8                                                |
|              | 1913                                           | Originalzeichnung für Mäherin IV (für die Anthologie Troe, St. Petersburg 1913)                                        | F-350-c             | Bleistift auf Papier                                                  | Stedelijk Museum (Leihgabe der Stichting Khardzhiev) | Amsterdam             | 4.2001(101)                               | 15,3 × 13,5                                                |
|              | 1913                                           | Mäherin IV (S. 51 der Anthologie Troe, St. Petersburg 1913)                                                            | F-350-c bis         | Lithografie auf Papier (500 Ex.)                                      | verschiedene                                         |                       |                                           | 18,6 × 17,8                                                |
|              | 1913                                           | Kutsche (S. 9 der Anthologie Troe, St. Petersburg 1913)                                                                | F-350-d             | Lithografie auf Papier (500 Ex.)                                      | verschiedene                                         |                       |                                           | 18,6 × 17,8                                                |
|              | 1913                                           | Originalzeichnung für Kutsche (S. 9 der Anthologie Troe, St. Petersburg 1913)                                          | F-350-d bis         | Bleistift auf Papier                                                  | Stedelijk Museum (Leihgabe der Stichting Khardzhiev) | Amsterdam             | 4.2001(026)                               | 12,8 × 12,4                                                |
|              | 1913                                           | Originalzeichnung für Transrationale Komposition, Geräusche (S. 83 der Anthologie Troe, St. Petersburg 1913)           | F-350-e             | Bleistift auf Karton                                                  | Stedelijk Museum (Leihgabe der Stichting Khardzhiev) | Amsterdam             |                                           | 16,7 × 12,9                                                |
|              | 1913                                           | Transrationale Komposition, Geräusche (S. 83 der Anthologie Troe, St. Petersburg 1913)                                 | F-350-e bis         | Lithografie auf Papier (500 Ex.)                                      | verschiedene                                         |                       |                                           | 19,3 × 18,0                                                |
|              | 1913                                           | Arithmetik | F-351               | Bleistift auf Papier                                                  | Stedelijk Museum (Leihgabe der Stichting Khardzhiev) | Amsterdam             | 4.2001(029)                               | 11,7 × 9,7                                                 |
|              | Frühling bis Sommer 1913                       | Arithmetik (in A. Krutschonych: Vosropscem, St. Petersburg 1913)                                                       | F-352               | Lithografie auf Papier (1000 Ex.)                                     | verschiedene                                         |                       |                                           | 17,0 × 11,5                                                |
|              | 1913                                           | Grammatik / Skizze einer bäuerlichen Figur                                                                             | F-353 recto / verso | Bleistift auf Papier / Bleistift auf Papier                           | Stedelijk Museum (Leihgabe der Stichting Khardzhiev) | Amsterdam             | 4.2001(028)                               | 11,8 × 9,5                                                 |

## Kubofuturismus (F-354 – F-389)
| Illustration | Jahr                                         | Titel | Nakov 2002          | Technik                                      | Standort                                             | Stadt                 | Inventar-Nummer                | Format [cm]             |
| ------------ | -------------------------------------------- | --- | ------------------- | -------------------------------------------- | ---------------------------------------------------- | --------------------- | ------------------------------ | ----------------------- |
|              | Herbst 1912–1913                             | Der Messerschleifer                                                                                               | F-354               | Öl auf Leinwand                              | Yale University Art Gallery                          | New Haven             | 1941.553                       | 79,5 × 79,5             |
|              | 1912–1913                                    | Dreher bei der Arbeit                                                                                             | F-355               | Bleistift auf Papier                         | unbekannt                                            |                       |                                | 17,6 × 10,9             |
|              | Sommer 1913                                  | Mann im Kaffee (Raucher?)                                                                                         | F-356               | Bleistift auf Papier                         | Privatsammlung                                       |                       |                                | 17,7 × 11,0             |
|              | 1913                                         | Bäckerei | F-357               | Bleistift auf Papier                         | unbekannt                                            |                       |                                | 11,2 × 8,6 (Ausschnitt) |
|              | 1913                                         | Zeitungsverkäufer                                                                                                 | F-358               | Öl auf Leinwand                              | unbekannt (zerstört?)                                |                       |                                | ca. 90,0 × 50,0         |
|              | 1913                                         | Porträt eines Grundbesitzers (Studie)                                                                             | F-359               | Bleistift auf Papier                         | Privatsammlung                                       | Chagny                |                                | 26,4 × 20,5             |
|              | 1913                                         | Porträt eines Grundbesitzers (Studie)                                                                             | F-360               | Bleistift auf Papier                         | Museum Bochum – Kunstsammlung                        | Bochum                | 2060                           | 20,4 × 17,3             |
|              | 1913                                         | Vorantreibene Person (Mäherin IV)                                                                                 | F-361               | Öl auf Leinwand                              | unbekannt (zerstört?)                                |                       |                                | ca. 110–120 × 70        |
|              | 1913                                         | Zimmermann III | F-362               | Öl auf Leinwand                              | unbekannt (zerstört?)                                |                       |                                | ca. 140,0 × 80,0        |
|              | 1913                                         | Kubofuturistische Komposition                                                                                     | F-363               | Öl auf Leinwand                              | unbekannt (zerstört?)                                |                       |                                | ca. 60,0 × 40,0         |
|              | 1913                                         | Kubofuturistische Komposition                                                                                     | F-364               | vielleicht auf Holz                          | unbekannt (zerstört?)                                |                       |                                | ca. 110,0 × 35,0 / 30,0 |
|              | 1913                                         | Nähmaschine | F-365               | Öl auf Leinwand                              | Privatsammlung                                       |                       |                                | 74,0 × 59,0             |
|              | Motiv von 1913, gezeichnet 1919              | Schema eines kubistischen Aktes                                                                                   | F-366               | Bleistift auf Papier                         | Privatsammlung                                       |                       |                                | 36,0 × 24,0             |
|              | Motiv von 1913, gezeichnet 1919              | Dynamische Figur                                                                                                  | F-367-a             | Bleistift auf Papier                         | Privatsammlung                                       |                       |                                | 35,2 × 25,0             |
|              | Motiv von 1913, gezeichnet bis Sommer 1919   | Schema einer kubistischen Konstruktion                                                                            | F-367-b             | Bleistift auf Papier                         | Privatsammlung                                       |                       |                                | 35,5 × 22,2             |
|              | Motiv von 1913, gezeichnet bis Sommer 1919   | Kubismus, Schema der Axen für die Entwicklung des Körpers                                                         | F-367-c             | Bleistift auf Pauspapier auf Karton montiert | Privatsammlung                                       |                       |                                | 36,5 × 24,0             |
|              | Motiv von 1913, gezeichnet 1920er            | Kubistisches Schema einer weiblichen Figur                                                                        | F-367-d             | Bleistift auf Papier                         | Russisches Kunst- und Literaturarchiv                | Moskau                | f. 1334-op. 1-ed. hr.292 no. 6 | 6,2 × 3,6               |
|              | Motiv von 1913, gezeichnet 1920er            | Kubistisches Schema einer weiblichen Figur                                                                        | F-367-e             | Bleistift auf Papier                         | Russisches Kunst- und Literaturarchiv                | Moskau                | f. 1334-op. 1-ed. hr.292 no. 7 | 9,5 × 4,7               |
|              | Motiv von 1913, Version vom Herbst 1919      | Dynamische Figur (in: K. Malewitsch: Über neue Systeme in der Kunst, Witebsk 1919)                                | F-368               | Lithografie (1000 Ex.)                       | verschiedene                                         |                       |                                | 22,7 × 18,7             |
|              | 1913                                         | Kubistische Elemente                                                                                              | F-369               | Bleistift auf Papier                         | Privatsammlung                                       |                       |                                | 24,0 × 21,0             |
|              | Motiv von 1913, Version vom November 1919    | Schema I (in: K. Malewitsch: Über neue Systeme in der Kunst, Witebsk 1919)                                        | F-370-a             | Lithografie (1000 Ex.)                       | verschiedene                                         |                       |                                | 18,2 × 23,2             |
|              | Motiv von 1913, Version vom November 1919    | Schema der kubistischen Konstruktion (Schema II, in: K. Malewitsch: Über neue Systeme in der Kunst, Witebsk 1919) | F-370-b             | Lithografie (1000 Ex.)                       | verschiedene                                         |                       |                                | 18,2 × 23,2             |
|              | Motiv von 1913, Version vom November 1919    | Konstruktive kubistische Zeichnung (Schema III, in: K. Malewitsch: Über neue Systeme in der Kunst, Witebsk 1919)  | F-370-c             | Lithografie (1000 Ex.)                       | verschiedene                                         |                       |                                | 18,2 × 23,2             |
|              | Motiv von 1913, Version vom November 1919    | Futurismus, Mann eine Treppe herabsteigend                                                                        | F-370-d             | Lithografie (1 Ex.?)                         | Stedelijk Museum (Leihgabe der Stichting Khardzhiev) | Amsterdam             | 4.2001(117)                    | 17,1 × 12,3             |
|              | Motiv von 1913, gezeichnet 1919–1920         | Kubistische Zerlegung einer Figur / Dekorative Formen                                                             | F-371 recto / verso | Bleistift auf Papier                         | unbekannt                                            |                       |                                | 17,2 × 11,5             |
|              | Motiv von 1913, gezeichnet bis Sommer 1919   | Kubistische Studie einer dynamischen Figur                                                                        | F-372               | Bleistift auf Papier                         | Wilhelm-Hack-Museum                                  | Ludwigshafen am Rhein |                                | 17,3 × 9,6              |
|              | Motiv von 1913, gezeichnet bis Sommer 1919   | Kubistische Studie einer dynamischen Figur                                                                        | F-373               | Bleistift auf Papier                         | Wilhelm-Hack-Museum                                  | Ludwigshafen am Rhein |                                | 18,2 × 10,8             |
|              | Motiv von 1913, gezeichnet 1919–1920         | Kubistische Studie einer dynamischen Figur                                                                        | F-374               | Bleistift auf Papier                         | unbekannt                                            |                       |                                | 19,5 × 11,5             |
|              | Motiv von 1913, gezeichnet 1929              | Kubofuturismus. Dynamisches Gefühl eines Nackten                                                                  | F-375               | Bleistift auf Papier                         | Tretjakow-Galerie                                    | Moskau                | 10471                          | 64,0 × 32,5             |
|              | 1913                                         | Samowar I | F-376               | Öl auf Leinwand                              | unbekannt (zerstört?)                                |                       |                                | ca. 100,0 × 60,0        |
|              | Sommer 1913                                  | Samowar II | F-377               | Öl auf Leinwand                              | Museum of Modern Art                                 | New York              | 1041.1983                      | 88,0 × 62,0             |
|              | Sommer 1913                                  | Samowar II (Studie)                                                                                               | F-378               | Bleistift auf Papier                         | unbekannt                                            |                       |                                | ca. 18,2 × 11,0         |
|              | Sommer 1913                                  | Samowar II (Studie)                                                                                               | F-379               | Bleistift auf Papier                         | Modernism Inc.                                       | San Francisco         |                                | 14,8 × 5,6              |
|              | Motiv von 1913, gezeichnet 1920er (vor 1927) | Samowar II | F-380               | Bleistift auf Papier                         | Kupferstich-Kabinett, Öffentliche Kunstsammlungen    | Basel                 | 1969.50.17                     | 18,9 × 14,6             |
|              | 1913                                         | Kubofuturistische Komposition                                                                                     | F-381               | Bleistift auf Papier                         | unbekannt                                            |                       |                                | 20,0 × 14,5             |
|              | 1913                                         | Wanduhr / Skizze                                                                                                  | F-382 recto / verso | Bleistift auf Karton / Aquarell auf Karton   | Stedelijk Museum                                     | Amsterdam             | 4.2001(027)                    | 20,3 × 10,4             |
|              | Sommer 1913                                  | Wanduhr | F-383               | Öl auf Leinwand                              | unbekannt (zerstört?)                                |                       |                                | 106,8 × 44,5            |
|              | Motiv von 1913, gezeichnet 1920er            | Kubistische Komposition                                                                                           | F-384               | braune Tinte auf Papier                      | Stedelijk Museum                                     | Amsterdam             |                                | 21,1 × 15,2             |
|              | Anfang 1914                                  | Diener mit Samowar                                                                                                | F-385               | Öl auf Leinwand                              | Privatsammlung                                       | Sankt Petersburg      |                                | 70,0 × 53,0             |
|              | 1913                                         | Kubofuturistische Komposition (Studie)                                                                            | F-386               | Bleistift auf Papier                         | Privatsammlung                                       |                       |                                | 21,3 × 13,3             |
|              | Ende 1913–Anfang 1914                        | Kubofuturistische Komposition mit Piano                                                                           | F-387               | Öl auf Leinwand                              | Stedelijk Museum                                     | Amsterdam             | 4.2001(088)                    | 39,5 × 31,3             |
|              | Herbst–Winter 1913                           | Selbstporträt | F-388               | Bleistift auf Papier                         | Stedelijk Museum                                     | Amsterdam             | 4.2001(098)                    | 20,6 × 17,8             |
|              | 1913                                         | Das Grand-Hotel oder Das Leben im Grand-Hotel – nicht mehr zugeschrieben                                          | F-389               | Öl auf Leinwand                              | Kunstmuseum                                          | Samara                | Ж-431                          | 108,0 × 71,0            |

## Transrationale Phase (F-390 – F-439)
| Illustration                             | Jahr                                         | Titel | Nakov 2002          | Technik                                            | Standort                                             | Stadt          | Inventar-Nummer | Format [cm]      |
| ---------------------------------------- | -------------------------------------------- | --- | ------------------- | -------------------------------------------------- | ---------------------------------------------------- | -------------- | --------------- | ---------------- |
|                                          | Sommer 1913                                  | Universelle Landschaft (in A. Kroutschenych: Stihi W. Majakowskogo, Petrograd 1914)                             | F-390               | Lithografie                                        | verschiedene                                         |                |                 | 8,5 / 8,6 × 11,5 |
| unkoloriert koloriert (Stedelijk Museum) | Sommer 1913                                  | Gleichzeitiges Sterben eines Mannes im Flugzeug und in der Eisenbahn (in A. Krutschonych: Wsorwal, 1913, S. 18) | F-391               | Lithografie (450 Ex.)                              | verschiedene                                         |                |                 | 9,1 × 14,0       |
|                                          | Motiv Sommer 1913, gezeichnet Anfang 1920er  | Transrationale Landschaft                                                                                       | F-392               | braune Tusche auf Papier                           | Majakowski-Museum                                    | Moskau         | 9279, p. 10     | 7,3 × 16,0       |
|                                          | Frühling 1913                                | Verbessertes Porträt Iwan Kljuns                                                                                | F-393               | Öl auf Leinwand                                    | Russisches Museum                                    | St. Petersburg | ЖБ-1469         | 112,0 × 70,0     |
|                                          | Frühling 1913                                | Verbessertes Porträt eines Baumeisters (in: A. Kroutschenych: Porosjata, St. Petersburg 1913)                   | F-394               | Lithografie (550 Ex.)                              | verschiedene                                         |                |                 | 15,0 × 10,5      |
|                                          | Motiv 1913, gezeichnet 1929                  | Porträt eines Baumeisters                                                                                       | F-395               | Bleistift auf Papier                               | Tretjakow-Galerie                                    | Moskau         | Р-10470         | 49,6 × 33,4      |
|                                          | Sommer 1913                                  | Kopf – Landschaft                                                                                               | F-396               | Bleistift auf Rechenpapier                         | unbekannt                                            |                |                 | 11,7 × 8,8       |
|                                          | 1913                                         | Porträt von M.W. Matjuschin                                                                                     | F-397               | Tusche auf Papier                                  | Stedelijk Museum (Leihgabe der Stichting Khardzhiev) | Amsterdam      | 4.2001(126)     | 10,6 × 9,0       |
|                                          | 1913                                         | Porträt von M.W. Matjuschin (Studie)                                                                            | F-398               | Bleistift auf Papier                               | Stedelijk Museum (Leihgabe der Stichting Khardzhiev) | Amsterdam      | 4.2001(104)     | 18,4 × 14,6      |
|                                          | 1913                                         | Porträt von M.W. Matjuschin (Studie)                                                                            | F-399               | Bleistift auf Papier                               | Privatsammlung                                       |                |                 | 13,0 × 12,2      |
|                                          | 1913                                         | Porträt von M.W. Matjuschin (Studie)                                                                            | F-400               | Bleistift, schwarze Tinte und Aquarell auf Papier  | Privatsammlung                                       | Frankreich     |                 | 51,5 × 57,5      |
|                                          | Ende 1913                                    | Porträt von M.W. Matjuschin                                                                                     | F-401               | Öl auf Leinwand                                    | Tretjakow-Galerie                                    | Moskau         | P-46725         | 106,5 × 106,7    |
|                                          | 1913–1914                                    | Musikinstrumente                                                                                                | F-402               | Bleistift auf Papier                               | Stedelijk Museum (Leihgabe der Stichting Khardzhiev) | Amsterdam      | 4.2001(097)     | 18,1 × 13,2      |
|                                          | Sommer bis Herbst 1913                       | 1. Akt, 1. Szene für die Oper Sieg über die Sonne                                                               | F-403-a             | Bleistift auf Papier                               | Theatermuseum                                        | St. Petersburg | КП-5199/164     | 26,2 × 20,5      |
|                                          | Sommer bis Herbst 1913                       | 1. Akt, 2. Szene für die Oper Sieg über die Sonne                                                               | F-403-b             | Bleistift auf Papier                               | Theatermuseum                                        | St. Petersburg | КП-5199/165     | 22,2 × 17,2      |
|                                          | Sommer bis Herbst 1913                       | 1. Akt, 3. Szene für die Oper Sieg über die Sonne                                                               | F-403-c             | Bleistift auf Papier                               | Theatermuseum                                        | St. Petersburg | КП-3569/549     | 17,2 × 22,2      |
|                                          | Sommer bis Herbst 1913                       | Quadrat, 2. Akt, 1. Szene für die Oper Sieg über die Sonne                                                      | F-403-d             | Bleistift auf Papier                               | Theatermuseum                                        | St. Petersburg | КП-5199/166     | 21,0 × 27,0      |
|                                          | Sommer bis Herbst 1913                       | 1. Akt, 4. Szene für die Oper Sieg über die Sonne                                                               | F-403-e             | Bleistift auf Papier                               | Stedelijk Museum (Leihgabe der Stichting Khardzhiev) | Amsterdam      | 4.2001(096)     | 16,8 × 20,6      |
|                                          | Sommer bis Herbst 1913                       | Cover für A. Kroutschenych: Sieg über die Sonne                                                                 | F-403-e bis         | Lithografie (1000 Ex.)                             | verschiedene                                         |                |                 | 24,0 × 17,0      |
|                                          | Sommer bis Herbst 1913                       | Haus, 2. Akt, 6. Szene für die Oper Sieg über die Sonne                                                         | F-403-f             | Bleistift auf Papier                               | Theatermuseum                                        | St. Petersburg | КП-5199/167     | 21,1 × 27,2      |
|                                          | Motiv von 1913, gezeichnet 1920er            | Dekor nach der Oper Sieg über die Sonne                                                                         | F-404               | Bleistift auf Papier                               | I. Chagall                                           | Paris          |                 | 16,5 × 22,2      |
|                                          | Motiv von 1913, gezeichnet Frühling 1915     | Dekorationsentwurf für die Oper Sieg über die Sonne                                                             | F-405               | Bleistift auf Rechenpapier auf Karton montiert     | Stedelijk Museum (Leihgabe der Stichting Khardzhiev) | Amsterdam      | 4.2001(016)     | 11,8 × 19,5      |
|                                          | Motiv von 1913, gezeichnet Frühling 1915     | Rekonstruktion eines Dekors der Oper Sieg über die Sonne                                                        | F-406               | Gouache oder Aquarell auf Papier                   | unbekannt (zerstört?)                                |                |                 | unbekannt        |
|                                          | 1913                                         | Mehrere und einer allein, Kostümentwurf für die Oper Sieg über die Sonne                                        | F-407-a             | Bleistift, Aquarell und Tusche auf Papier          | Theatermuseum                                        | St. Petersburg | КП-5199/176     | 27,1 × 21,2      |
|                                          | 1913                                         | Leser, Kostümentwurf für die Oper Sieg über die Sonne                                                           | F-407-b             | Bleistift, Aquarell, Gouache und Tusche auf Papier | Russisches Museum                                    | St. Petersburg | РБ-7659         | 27,2 × 21,4      |
|                                          | 1913                                         | Schläger, Kostümentwurf für die Oper Sieg über die Sonne                                                        | F-407-c             | Bleistift und Aquarell auf Papier                  | Theatermuseum                                        | St. Petersburg | КП-5199/170     | 26,7 × 21,0      |
|                                          | 1913                                         | Nero, Kostümentwurf für die Oper Sieg über die Sonne                                                            | F-407-d             | Bleistift auf Papier                               | Theatermuseum                                        | St. Petersburg | КП-5199/171     | 27,0 × 21,5      |
|                                          | 1913                                         | Irgendeiner mit schlechten Absichten, Kostümentwurf für die Oper Sieg über die Sonne                            | F-407-e             | Bleistift, Aquarell und Tusche auf Papier          | Theatermuseum                                        | St. Petersburg | КП-5199/179     | 27,3 × 21,3      |
|                                          | 1913                                         | Fetter, Kostümentwurf für die Oper Sieg über die Sonne                                                          | F-407-f             | Bleistift, Aquarell und Tusche auf Papier          | Theatermuseum                                        | St. Petersburg | КП-5199/181     | 27,2 × 21,2      |
|                                          | 1913                                         | Feind, Kostümentwurf für die Oper Sieg über die Sonne                                                           | F-407-g             | Bleistift, Aquarell und Tusche auf Papier          | Theatermuseum                                        | St. Petersburg | КП-5199/1       | 27,2 × 21,3      |
|                                          | 1913                                         | Alter, Kostümentwurf für die Oper Sieg über die Sonne                                                           | F-407-h             | Bleistift, Aquarell und Tusche auf Papier          | Theatermuseum                                        | St. Petersburg | КП-5199/169     | 27,0 × 21,0      |
|                                          | 1913                                         | Feigling, Kostümentwurf für die Oper Sieg über die Sonne                                                        | F-407-i             | Bleistift, Aquarell und Tusche auf Papier          | Theatermuseum                                        | St. Petersburg | КП-5199/174     | 26,9 × 21,0      |
|                                          | 1913                                         | Sportler, Kostümentwurf für die Oper Sieg über die Sonne                                                        | F-407-j             | Bleistift, Aquarell und Tusche auf Papier          | Russisches Museum                                    | St. Petersburg | РБ-7660         | 27,2 × 21,2      |
|                                          | 1913                                         | Aufmerksamer Arbeiter, Kostümentwurf für die Oper Sieg über die Sonne                                           | F-407-k             | Bleistift, Gouache und Tusche auf Papier           | Theatermuseum                                        | St. Petersburg | КП-5199/180     | 27,5 × 21,2      |
|                                          | 1913                                         | Chorsänger, Kostümentwurf für die Oper Sieg über die Sonne                                                      | F-407-l             | Bleistift und Aquarell auf Papier                  | Theatermuseum                                        | St. Petersburg | КП-5199/178     | 27,3 × 21,3      |
|                                          | 1913                                         | Neuer, Kostümentwurf für die Oper Sieg über die Sonne                                                           | F-407-m             | Bleistift, Aquarell und Tusche auf Papier          | Theatermuseum                                        | St. Petersburg | КП-5199/172     | 26,0 × 21,0      |
|                                          | 1913                                         | Futuristischer Kraftmensch, Kostümentwurf für die Oper Sieg über die Sonne                                      | F-407-n             | Bleistift auf Papier                               | Theatermuseum                                        | St. Petersburg | КП-5199/175     | 27,0 × 21,0      |
|                                          | 1913                                         | Reisender, Kostümentwurf für die Oper Sieg über die Sonne                                                       | F-407-o             | Bleistift auf Papier                               | Theatermuseum                                        | St. Petersburg | КП-5199/172     | 27,2 × 21,3      |
|                                          | 1913                                         | Totengräber, Kostümentwurf für die Oper Sieg über die Sonne                                                     | F-407-p             | Bleistift und Aquarell auf Papier                  | Theatermuseum                                        | St. Petersburg | КП-5199/173     | 27,0 × 21,1      |
|                                          | Motiv von 1913, gezeichnet Frühling 1915     | Futuristischer Kraftmensch, Kostümentwurf nach der Oper Sieg über die Sonne                                     | F-408               | Bleistift auf Papier                               | Literaturmuseum                                      | Moskau         |                 | 16,2 × 8,0       |
|                                          | Motiv von 1913, Version vom Februar 1920     | Futuristischer Kraftmensch, Kostümentwurf nach der Oper Sieg über die Sonne                                     | F-409               | Linolschnitt und Bleistift auf Papier              | Privatsammlung                                       |                |                 | 35,7 × 25,5      |
|                                          | Motiv von 1913, gezeichnet Mitte 1920er      | Futuristischer Kraftmensch, Kostümentwurf nach der Oper Sieg über die Sonne                                     | F-410               | Bleistift und Aquarell auf Papier                  | Russisches Museum                                    | St. Petersburg | РБ-23165        | 53,3 × 35,7      |
|                                          | Motiv von 1913, gezeichnet Mitte 1920er      | Krieger, Kostümentwurf nach der Oper Sieg über die Sonne                                                        | F-411               | Bleistift, Tusche und Aquarell auf Papier          | Russisches Museum                                    | St. Petersburg | РБ-23166        | 54,2 × 35,6      |
|                                          | Motiv von 1913, gezeichnet Mitte 1920er      | Futuristischer Kraftmensch, Kostümentwurf nach der Oper Sieg über die Sonne                                     | F-412               | Bleistift und Aquarell auf Papier                  | Russisches Museum                                    | St. Petersburg | РБ-23097        | 54,6 × 36,3      |
|                                          | Motiv von 1913, gezeichnet Mitte 1920er      | Türkischer Krieger, Kostümentwurf nach der Oper Sieg über die Sonne                                             | F-413               | Bleistift und Aquarell auf Papier                  | Russisches Museum                                    | St. Petersburg | РБ-23163        | 54,3 × 36,4      |
|                                          | Motiv von 1913, gezeichnet Ende 1920er       | Verursacher, Kostümentwurf nach der Oper Sieg über die Sonne / Skizze eines Mannes                              | F-414 recto / verso | Tusche und Bleistift auf Papier                    | Russisches Museum                                    | St. Petersburg | КП-5199/168     | 27,0 × 21,0      |
|                                          | Motiv von 1913, gezeichnet Ende 1920er       | Flieger, Kostümentwurf nach der Oper Sieg über die Sonne                                                        | F-415               | Bleistift und Gouache auf Papier                   | Stedelijk Museum (Leihgabe der Stichting Khardzhiev) | Amsterdam      | 4.2001(167)     | 62,5 × 40,6      |
| recto                                    | 1913                                         | Musikinstrumente / Skizze eines siedenden Samowars                                                              | F-416 recto / verso | Bleistift auf Papier                               | Stedelijk Museum (Leihgabe der Stichting Khardzhiev) | Amsterdam      | 4.2001(017)     | 13,1 × 10,4      |
|                                          | Ende 1913                                    | Lampe (Musikinstrumente)                                                                                        | F-417               | Öl auf Leinwand                                    | Stedelijk Museum                                     | Amsterdam      | A 7680          | 83,5 × 69,5      |
|                                          | 1913–14                                      | Kuh und Geige                                                                                                   | F-418               | Öl auf Holz                                        | Russisches Museum                                    | St. Petersburg | ЖБ-1550         | 48,8 X 25,8      |
|                                          | Motiv von 1913–14, Version vom November 1919 | Kuh und Geige (in: K. Malewitsch: Über neue Systeme in der Kunst, 1919)                                         | F-419               | Lithografie (1000 Ex.)                             | verschiedene                                         |                |                 | 22,7 × 18,5      |
|                                          | Frühling 1914                                | Kulturbeutel | F-420               | Öl auf Holz                                        | Tretjakow-Galerie                                    | Moskau         | 11927           | 49,0 × 25,5      |
|                                          | Anfang 1914                                  | Station ohne Halt                                                                                               | F-421               | Öl auf Holz                                        | Tretjakow-Galerie                                    | Moskau         | 11926           | 49,0 × 25,5      |
|                                          | 1914                                         | Zug, Bahnhofsvorsteher und Polizist                                                                             | F-422               | Öl auf Leinwand                                    | unbekannt (zerstört?)                                |                |                 | 75,0 × 83,0      |
|                                          | Ende 1913                                    | Dame an der Straßenbahnhaltestelle (Studie)                                                                     | F-423               | Bleistift auf Papier                               | Museum Ludwig                                        | Köln           | ML/Z 2011/034   | 26,3 × 20,0      |
|                                          | Ende 1913–Anfang 1914                        | Dame an der Straßenbahnhaltestelle                                                                              | F-424               | Öl auf Leinwand                                    | Stedelijk Museum                                     | Amsterdam      | A 7659          | 88,0 × 88,0      |
|                                          | Ende 1913–Anfang 1914                        | Transrationale Komposition                                                                                      | F-425               | Bleistift auf Papier                               | Minneapolis Museum of Fine Arts                      | Minneapolis    |                 | 20,5 × 13,0      |
|                                          | Ende 1914                                    | Soldat einer Mörser-Brigade                                                                                     | F-426               | Bleistift auf Papier                               | unbekannt                                            |                |                 | 14,0 × 9,0       |
|                                          | Motiv von 1913–14, gezeichnet 1918 (?)       | Transrationale Komposition                                                                                      | F-427               | Bleistift auf Rechenpapier                         | unbekannt                                            |                |                 | 8,8 × 10,0       |
|                                          | Motiv von 1913–14, gezeichnet Anfang 1920er  | Ernte | F-428               | braune Tusche auf Papier                           | Majakowski-Museum                                    | Moskau         | 9279, p. 10     | 5,8 × 5,1        |
|                                          | Motiv von 1913–14, gezeichnet Anfang 1920er  | Zwei futuristische Motive                                                                                       | F-429               | braune Tusche auf Papier                           | Majakowski-Museum                                    | Moskau         | 9279, p. 10     | je ca. 8,0 × 2,0 |
|                                          | Motiv von 1913–14, später gezeichnet (?)     | Tod eines Kavalleriegenerals                                                                                    | F-430               | Bleistift und Aquarell auf Rechenpapier            | Tretjakow-Galerie                                    | Moskau         | Р-2732          | 15,8 × 11,5      |
|                                          | Ende 1913–Anfang 1914                        | Transrationale Komposition mit Buchstabe B                                                                      | F-431               | Bleistift auf Rechenpapier                         | unbekannt                                            |                |                 | 15,5 × 10,5      |
|                                          | 1913–14                                      | Transrationale Komposition mit Geige                                                                            | F-432               | Bleistift auf Papier                               | Privatsammlung                                       |                |                 | 27,2 × 21,5      |
|                                          | Ende 1913–Anfang 1914                        | Kubofuturistische Entwicklung eines Pianos (Studie) / futuristische Komposition                                 | F-433 recto / verso | Bleistift auf Papier                               | Privatsammlung                                       |                |                 | 20,7 × 13,4      |
|                                          | Motiv von 1913–14, gezeichnet Anfang 1920er  | Kubofuturistische Komposition                                                                                   | F-434               | braune Tusche auf Papier                           | Majakowski-Museum                                    | Moskau         | 9279, p. 31     | 5,4 × 5,3        |
|                                          | Motiv ca. 1913, gezeichnet Anfang 1920er     | Figur | F-435               | braune Tusche auf Papier                           | Majakowski-Museum                                    | Moskau         | 9279, p. 31     | 9,3 × 5,0        |
|                                          | Ende 1913–Anfang 1914                        | Gardist | F-436               | Öl auf Leinwand                                    | Stedelijk Museum                                     | Amsterdam      | A 7658          | 57,0 × 66,5      |
|                                          | Frühling 1914                                | Dame am Piano                                                                                                   | F-437               | Öl auf Leinwand                                    | Kunstgalerie der Region Kuban                        | Krasnojarsk    | КНГ-196/219     | 66,0 × 44,0      |
|                                          | Winter 1913–1914                             | Büro und Zimmer                                                                                                 | F-438               | Öl auf Leinwand                                    | Stedelijk Museum                                     | Amsterdam      | A 7660          | 79,5 × 79,5      |
|                                          | 1914                                         | Transrationale Komposition (Holzfäller III) (?)                                                                 | F-439               | Öl auf Leinwand                                    | unbekannt (zerstört?)                                |                |                 | ca. 120,0 × 80,0 |

## Absurde Phase (F-440 – F-481)
| Illustration | Jahr                                                    | Titel                                             | Nakov 2002 | Technik                                                 | Standort                                             | Stadt                 | Inventar-Nummer | Format [cm]              |
| ------------ | ------------------------------------------------------- | ------------------------------------------------- | ---------- | ------------------------------------------------------- | ---------------------------------------------------- | --------------------- | --------------- | ------------------------ |
|              | Herbst 1914                                             | Ein Engländer in Moskau                           | F-440      | Öl auf Leinwand                                         | Stedelijk Museum                                     | Amsterdam             | A 7656          | 88,0 × 57,0              |
|              | 1914                                                    | Flieger (Studie)                                  | F-441      | Bleistift auf Papier                                    | Stedelijk Museum (Leihgabe der Stichting Khardzhiev) | Amsterdam             | 4.2001(094)     | 16,2 × 10,1              |
|              | 1914                                                    | Absurde Komposition mit Fisch und Säge            | F-442      | Bleistift auf Rechenpapier                              | Stedelijk Museum (Leihgabe der Stichting Khardzhiev) | Amsterdam             | 4.2001(013)     | 16,3 × 10,8              |
|              | Motiv von 1910–11, 1914 und 1920–28, gezeichnet 1929–30 | Engländer in der Wüste (drei Kompositionen)       | F-443      | Bleistift auf Papier                                    | unbekannt                                            |                       |                 | 35,3 × 22,2              |
|              | Herbst 1914                                             | Flieger                                           | F-444      | Öl aur Leinwand                                         | Russisches Museum                                    | St. Petersburg        | ЖБ-1348         | 125,0 × 65,0             |
|              | Motiv Herbst–Winter 1914, später gezeichnet (?)         | Männerkostüm für einen Maskenball                 | F-445      | Bleistift auf Rechenpapier                              | Museum Ludwig                                        | Köln                  | ML/Z 2011/033   | 16,5 × 10,7              |
|              | Herbst–Winter 1914                                      | Frauenkostüm für einen Maskenball                 | F-446      | Bleistift auf Rechenpapier                              | Privatsammlung                                       |                       |                 | 16,7 × 10,8              |
|              | Herbst–Winter 1914                                      | Absurde Komposition                               | F-447      | Bleistift auf Rechenpapier                              | unbekannt                                            |                       |                 | 16,1 × 10,8              |
|              | Herbst–Winter 1914                                      | Absurde Komposition                               | F-448      | Bleistift auf Rechenpapier                              | unbekannt                                            |                       |                 | 16,5 × 11,1 (Ausschnitt) |
|              | 1914                                                    | Absurde Komposition                               | F-449      | Bleistift auf Rechenpapier                              | Stedelijk Museum (Leihgabe der Stichting Khardzhiev) | Amsterdam             | 4.2001(014)     | 16,0 × 9,0               |
|              | 1914                                                    | Porträt einer Moskauerin                          | F-450      | Bleistift auf Rechenpapier                              | Stedelijk Museum (Leihgabe der Stichting Khardzhiev) | Amsterdam             | 4.2001(015)     | 15,4 × 10,7              |
|              | 1914                                                    | Der Krieg                                         | F-451      | Bleistift auf Rechenpapier                              | Stedelijk Museum (Leihgabe der Stichting Khardzhiev) | Amsterdam             | 4.2001(018)     | 9,8 × 9,7                |
|              | 1914–15                                                 | Absurde Komposition                               | F-452      | Bleistift auf Rechenpapier                              | Stedelijk Museum (Leihgabe der Stichting Khardzhiev) | Amsterdam             | 4.2001(132)     | 12,0 × 9,9               |
|              | Herbst/Winter 1914–15                                   | Partielle Verdunklung                             | F-453      | Öl und Collage auf Leinwand                             | Russisches Museum                                    | St. Petersburg        | Ж-440           | 62,5 × 49,3              |
|              | Motiv Winter 1914–15, gezeichnet 1919–20 (?)            | Transrationale Komposition                        | F-454      | Bleistift auf Papier                                    | Privatsammlung                                       |                       |                 | 25,5 × 22,1              |
|              | Sommer–Herbst 1914                                      | Dame bei einer Litfaßsäule                        | F-455      | Öl, Papier auf Leinwand                                 | Stedelijk Museum                                     | Amsterdam             | A 7657          | 71,0 × 64,0              |
|              | Sommer 1914–15                                          | Absurde Komposition                               | F-456      | Bleistift auf Rechenpapier                              | unbekannt                                            |                       |                 | 16,5 × 11,2              |
|              | Winter 1914–Frühling 1915                               | Absurde Komposition                               | F-457      | Bleistift auf Rechenpapier                              | unbekannt                                            |                       |                 | 16,5 × 11,2              |
|              | Frühling–Sommer 1915                                    | Absurde Komposition                               | F-458      | Bleistift und Collage auf Rechenpapier                  | Stedelijk Museum (Leihgabe der Stichting Khardzhiev) | Amsterdam             | 4.2001(019)     | 12,8 × 10,1              |
|              | 1914–15                                                 | Absurde Komposition                               | F-459      | Bleistift auf Rechenpapier                              | Privatsammlung                                       |                       |                 | 16,4 × 11,2              |
|              | 1914–15                                                 | Absurde Komposition                               | F-460      | Bleistift auf Rechenpapier                              | unbekannt                                            |                       |                 | 16,4 × 11,0              |
|              | Winter 1914–15                                          | Absurde Komposition                               | F-461      | Bleistift auf Rechenpapier                              | Privatsammlung                                       |                       |                 | 16,6 × 11,2              |
|              | Motiv Winter 1914–15, später gezeichnet (?)             | Absurde Komposition                               | F-462      | Bleistift auf Rechenpapier                              | Museum Ludwig                                        | Köln                  | ML/Z 2011/055   | 16,0 × 11,0              |
|              | Herbst–Winter 1914                                      | Reservist der ersten Division                     | F-463      | Öl, Briefmarke und Thermometer auf Leinwand             | Museum of Modern Art                                 | New York              | 814.1935        | 53,6 × 44,8              |
|              | Anfang 1915                                             | Absurde Assemblage mit Porträt Schaljapins        | F-464      | Assemblage mit Topflöffel, Tuch, Fotografie und Collage | unbekannt (zerstört?)                                |                       |                 | unbekannt                |
|              | 1915                                                    | Absurde Komposition mit Löffel                    | F-465      | Bleistift auf Papier                                    | Wilhelm-Hack-Museum                                  | Ludwigshafen am Rhein |                 | 9,7 × 17,5               |
|              | 1915                                                    | Absurde Komposition                               | F-466      | Bleistift auf Rechenpapier                              | Privatsammlung                                       |                       |                 | 16,5 × 11,1              |
|              | Motiv von 1915, später gezeichnet (?)                   | Absurde Komposition                               | F-467      | Bleistift auf Rechenpapier                              | Musée national d’Art moderne                         | Paris                 | AM 1986.281     | 10,0 × 12,0              |
|              | Motiv von 1915, später gezeichnet (?)                   | Absurde Komposition                               | F-468      | Bleistift auf Rechenpapier                              | Privatsammlung                                       |                       |                 | 11,2 × 16,3              |
|              | 1915                                                    | Absurde Komposition                               | F-469      | Bleistift auf Rechenpapier                              | Privatsammlung                                       |                       |                 | 16,5 × 11,0              |
|              | 1915                                                    | Absurde Komposition                               | F-470      | Bleistift auf Rechenpapier                              | Privatsammlung                                       |                       |                 | 16,3 × 11,1              |
|              | 1915                                                    | Absurde Komposition                               | F-471      | Bleistift auf Rechenpapier                              | Museum Ludwig                                        | Köln                  | ML/Z 2011/056   | 16,0 × 11,0              |
|              | 1915                                                    | Absurde Komposition                               | F-472      | Bleistift auf Rechenpapier                              | Privatsammlung                                       |                       |                 | 16,5 × 11,2              |
|              | 1915                                                    | Absurde Komposition 4a                            | F-473      | Bleistift auf Rechenpapier                              | Privatsammlung                                       |                       |                 | 11,2 × 16,5              |
|              | Frühling 1915                                           | Absurde Komposition                               | F-474      | Bleistift auf Rechenpapier                              | Privatsammlung                                       |                       |                 | 16,3 × 11,2              |
|              | Motiv von 1913, gezeichnet Frühling 1915                | Futuristischer Kraftmensch                        | F-475      | Bleistift auf Rechenpapier                              | Stedelijk Museum (Leihgabe der Stichting Khardzhiev) | Amsterdam             | 4.2001(122)     | 10,2 × 11,5              |
|              | Frühling 1915                                           | Absurde Komposition                               | F-476      | Bleistift auf Papier                                    | Privatsammlung                                       |                       |                 | 8,8 × 11,5               |
|              | Frühling 1915                                           | Dorf                                              | F-477      | Bleistift auf Rechenpapier                              | Stedelijk Museum (Leihgabe der Stichting Khardzhiev) | Amsterdam             | 4.2001(139)     | 13,2 × 10,9              |
|              | Frühling 1915                                           | In der Straßenbahn wurde ein Geldbeutel gestohlen | F-478      | Bleistift auf Papier                                    | Privatsammlung                                       |                       |                 | 17,8 / 11,8 × 8,5        |
|              | Frühling 1915                                           | Schlägerei auf dem Boulevard                      | F-479      | Bleistift auf Papier                                    | Privatsammlung                                       |                       |                 | 17,8 / 12,2 × 9,4        |
|              | Frühling 1915                                           | Flug der Feder                                    | F-480      | Bleistift auf Papier                                    | Privatsammlung                                       |                       |                 | 8,3 × 17,7               |
|              | 1920er                                                  | Blatt mit transrationaler Posie                   | F-481      | braune Tinte auf Papier                                 | Stedelijk Museum (Leihgabe der Stichting Khardzhiev) | Amsterdam             | 4.2001(155)     | 27,3 × 20,3              |

## Postfuturismus (F-482-a – F-487-l)
| Illustration | Jahr        | Titel                                                                                             | Nakov 2002                | Technik                                  | Standort                                             | Stadt     | Inventar-Nummer | Format [cm]               |
| ------------ | ----------- | ------------------------------------------------------------------------------------------------- | ------------------------- | ---------------------------------------- | ---------------------------------------------------- | --------- | --------------- | ------------------------- |
|              | 1914        | Cover für Alexei Krutschonych: Igra w Adu. Moskau 1914                                            | F-482-a                   | Lithografie (800 Ex.)                    | verschiedene                                         |           |                 | 19,0 × 24,0               |
|              | 1914        | Illustration für Alexei Krutschonych, Welimir Chlebnikow: Igra w Adu. Moskau 1914, S. 22          | F-482-b                   | Lithografie (800 Ex.)                    | verschiedene                                         |           |                 | 19,0 × 24,0               |
|              | 1914        | Illustration für Alexei Krutschonych, Welimir Chlebnikow: Igra w Adu. Moskau 1914, S. 21          | F-482-c                   | Lithografie (800 Ex.)                    | verschiedene                                         |           |                 | 19,0 × 24,0               |
|              | 1914        | Illustration für Alexei Krutschonych, Welimir Chlebnikow: Igra w Adu. Moskau 1914, S. 20          | F-482-d                   | Lithografie (800 Ex.)                    | verschiedene                                         |           |                 | 19,0 × 24,0               |
|              | 1914        | Umschlagrückseite für Alexei Krutschonych, Welimir Chlebnikow: Igra w Adu. Moskau 1914            | F-482-e                   | Lithografie (800 Ex.)                    | verschiedene                                         |           |                 | 19,0 × 24,0               |
|              | 1913        | Teufel                                                                                            | F-483                     | roter Stift auf Papier                   | Privatsammlung                                       |           |                 | 17,8 × 11,0               |
|              | Ende 1913   | Futuristischer Drache                                                                             | F-484                     | Lithographie (1 Ex.?)                    | Stedelijk Museum (Leihgabe der Stichting Khardzhiev) | Amsterdam | 4.2001(151)     | 13,2 × 12,2               |
|              | Ende 1913   | Futuristischer Drache auf einem Blatt mit Zeichnungen Rosanowas                                   | F-484 bis                 | Lithografie                              | Kupferstichkabinett                                  | Dresden   |                 | 99,0 × 63,0               |
|              | Herbst 1914 | Propagandablätter gegen Deutschland: Die französischen Alliierten…                                | F-485-a                   | Farblithografie                          | verschiedene                                         |           |                 | 40,4 × 57,8               |
|              | Herbst 1914 | Propagandablätter gegen Deutschland: Die französischen Alliierten… (Studie)                       | F-485-a bis               | Tusche auf Papier                        | Majakowski-Museum                                    | Moskau    | Р-5363          | 31,8 × 57,3               |
|              | Herbst 1914 | Propagandablätter gegen Deutschland: Ein Österreicher kam nach Radziwill...                       | F-485-b                   | Farblithografie                          | verschiedene                                         |           |                 | 39,8 × 57,5               |
|              | Herbst 1914 | Propagandablätter gegen Deutschland: Ein Österreicher kam nach Radziwill... (Studie)              | F-485-b bis               | Tusche auf Papier                        | Majakowski-Museum                                    | Moskau    | Р-5362          | 57,5 × 37,5               |
|              | Herbst 1914 | Propagandablätter gegen Deutschland: Ein Österreicher kam nach Radziwill... (Studie)              | F-485-b ter               | Aquarell auf Lithografie                 | Majakowski-Museum                                    | Moskau    | КП-725          | 51,0 × 38,5               |
|              | Herbst 1914 | Propagandablätter gegen Deutschland: Was für Lärm kam von den Deutschen bei Lomscha               | F-485-c                   | Farblithografie                          | verschiedene                                         |           |                 | 37,8 × 55,6               |
|              | Herbst 1914 | Propagandablätter gegen Deutschland: Was für Lärm kam von den Deutschen bei Lomscha (Studie)      | F-485-c bis               | Tusche auf Papier                        | Majakowski-Museum                                    | Moskau    | Р-5359          | 51,4 / 51,2 × 71,0 / 69,9 |
|              | Herbst 1914 | Propagandablätter gegen Deutschland: Was für Lärm kam von den Deutschen bei Lomscha (Studie)      | F-485-c ter               | Aquarell auf Lithografie                 | Majakowski-Museum                                    | Moskau    | Р-8730          | 36,9 / 37,2 × 55,3 / 55,8 |
|              | Herbst 1914 | Propagandablätter gegen Deutschland: Ein Metzger nähert sich in Lodz...                           | F-485-d                   | Farblithografie                          | verschiedene                                         |           |                 | 37,8 × 55,5               |
|              | Herbst 1914 | Propagandablätter gegen Deutschland: Ein Metzger nähert sich in Lodz... (Studie)                  | F-485-d bis               | Tusche auf Papier                        | Majakowski-Museum                                    | Moskau    | Р-5357          | 52,8 × 71,3               |
|              | Herbst 1914 | Propagandablätter gegen Deutschland: Ein Metzger nähert sich in Lodz... (Studie)                  | F-485-d ter               | Aquarell auf Lithografie                 | Majakowski-Museum                                    | Moskau    | КП-727          | 37,7 × 56,0               |
|              | Herbst 1914 | Propagandablätter gegen Deutschland: Wilhelminisches Karussel...                                  | F-485-e                   | Farblithografie                          | verschiedene                                         |           |                 | 38,2 × 56,2               |
|              | Herbst 1914 | Propagandablätter gegen Deutschland: Wilhelminisches Karussel... (Studie) / Skizze zu demselben   | F-485-e bis recto / verso | Tusche auf Papier / Bleistift auf Papier | Majakowski-Museum                                    | Moskau    | Р-5358          | 53,5 × 71,0               |
|              | Herbst 1914 | Propagandablätter gegen Deutschland: Deutsche: Schaut her, wie nah die Weichsel liegt...          | F-485-f                   | Farblithografie                          | verschiedene                                         |           |                 | 58,0 × 37,8               |
|              | Herbst 1914 | Propagandablätter gegen Deutschland: Deutsche: Schaut her, wie nah die Weichsel liegt... (Studie) | F-485-f bis               | Tusche auf Papier                        | Majakowski-Museum                                    | Moskau    | Р-5360          | 71,0 × 53,0               |
|              | Herbst 1914 | Propagandablätter gegen Deutschland: Deutsche: Schaut her, wie nah die Weichsel liegt... (Studie) | F-485-f ter               | Aquarell auf Lithografie                 | Majakowski-Museum                                    | Moskau    | КП-728          | 55,2 × 37,2               |
|              | Herbst 1914 | Propagandablätter gegen Deutschland: Ein Kosake ging voran                                        | F-485-g                   | Farblithografie                          | verschiedene                                         |           |                 | 58,5 × 40,0               |
|              | Herbst 1914 | Propagandablätter gegen Deutschland: Ein Kosake ging voran (Studie)                               | F-485-g bis               | Tusche auf Papier                        | Majakowski-Museum                                    | Moskau    | Р-5361          | 56,8 × 38,4               |
|              | Herbst 1914 | Propagandablätter gegen Deutschland: Ein Kosake ging voran (Studie)                               | F-485-g ter               | Aquarell auf Lithografie                 | Majakowski-Museum                                    | Moskau    | КП-723          | 57,2 × 39,7 / 40,5        |
|              | Herbst 1914 | Zwölf Postkarten (Studie)                                                                         | F-486                     | Aquarell auf Papier                      | Majakowski-Museum                                    | Moskau    | КП-729          | 39,4 × 49,7               |
|              | Herbst 1914 | Propagandapostkarten gegen Deutschland: Deutsche: Schaut her, wie nah die Weichsel liegt...       | F-487-a                   | Farblithografie                          | verschiedene                                         |           |                 | 14,0 × 9,0                |
|              | Herbst 1914 | Propagandapostkarten gegen Deutschland: Gallier...                                                | F-487-b                   | Farblithografie                          | verschiedene                                         |           |                 | 14,0 × 9,0                |
|              | Herbst 1914 | Propagandapostkarten gegen Deutschland: Ljublin...                                                | F-487-c                   | Farblithografie                          | verschiedene                                         |           |                 | 14,0 × 9,0                |
|              | Herbst 1914 | Propagandapostkarten gegen Deutschland: Was für Lärm kam von den Deutschen bei Lomscha            | F-487-d                   | Farblithografie                          | verschiedene                                         |           |                 | 14,0 × 9,0                |
|              | Herbst 1914 | Propagandapostkarten gegen Deutschland: Ein Österreicher kam nach Radziwill...                    | F-487-e                   | Farblithografie                          | verschiedene                                         |           |                 | 14,0 × 9,0                |
|              | Herbst 1914 | Propagandapostkarten gegen Deutschland: Österreicher, bewegend sich nicht mit den Russen...       | F-487-f                   | Farblithografie                          | verschiedene                                         |           |                 | 14,0 × 9,0                |
|              | Herbst 1914 | Propagandapostkarten gegen Deutschland: Lyk                                                       | F-487-g                   | Farblithografie                          | verschiedene                                         |           |                 | 14,0 × 9,0                |
|              | Herbst 1914 | Propagandapostkarten gegen Deutschland: Krakau                                                    | F-487-h                   | Farblithografie                          | verschiedene                                         |           |                 | 14,0 × 9,0                |
|              | Herbst 1914 | Propagandapostkarten gegen Deutschland: Kowno                                                     | F-487-i                   | Farblithografie                          | verschiedene                                         |           |                 | 14,0 × 9,0                |
|              | Herbst 1914 | Propagandapostkarten gegen Deutschland: Mlawa                                                     | F-487-j                   | Farblithografie                          | verschiedene                                         |           |                 | 14,0 × 9,0                |
|              | Herbst 1914 | Propagandapostkarten gegen Deutschland: Lwow                                                      | F-487-k                   | Farblithografie                          | verschiedene                                         |           |                 | 14,0 × 9,0                |
|              | Herbst 1914 | Propagandapostkarten gegen Deutschland: Kalisz                                                    | F-487-l                   | Farblithografie                          | verschiedene                                         |           |                 | 14,0 × 9,0                |